# Place des Vosges
Pour les articles homonymes, voir Place des Vosges (homonymie).
La place des Vosges, anciennement place Royale, car initialement dédiée au roi Henri IV et finalement, après l'assassinat du roi par François Ravaillac, dédiée à son fils Louis XIII, est une place de Paris dans le quartier du Marais, faisant partie des 3e et 4e arrondissements.
Elle est, avec la place Dauphine, la place des Victoires, la place Vendôme et la place de la Concorde, l'une des cinq places royales parisiennes.
Conçue par Louis Métezeau, elle est la « sœur » de la place Ducale de Charleville-Mézières. Il s'agit de la place la plus ancienne de Paris, juste avant la place Dauphine. Il s'agit d'une place fermée, accessible par une rue principale sur un des quatre côtés et deux rues passant sous des pavillons.
La place est classée au titre des monuments historiques depuis le 26 octobre 1954 et a bénéficié de la mise en valeur voulue par André Malraux, dans le cadre du PSMV du Marais. Elle est connue pour être le lieu de résidence de plusieurs personnalités issues du monde politique, artistique ou médiatique.

## Description
Il s'agit d'une place, conçue sur un plan presque carré, de 140 mètres de côté, ceinturée d'immeubles d'habitation de deux étages en briques rouges à chaînages de pierre calcaire blanche et toits d'ardoise bleue très pentus, aux fenêtres à petits carreaux, d'une grande unité de présentation. En effet, un édit royal, pris au XVIIe siècle, impose cette architecture ordonnancée, à savoir l'unité de la composition des bâtiments et la hauteur uniforme, à l'exception du pavillon du roi, au centre du côté sud (le plus élevé de tous) et du pavillon de la reine, qui lui fait face sur le côté nord, qui sont volontairement plus élevés. 
Les trente-six pavillons (correspondant aux trente-six hôtels particuliers de l'époque, structurés autour du pavillon du roi et de la reine, seuls pavillons qui subsistent aujourd'hui) actuels font quatre travées de largeur. Ils sont composés d'un rez-de-chaussée à arcades, de deux étages carrés et de deux étages de comble. Les plans de la place furent confiés par Henri IV aux architectes Jacques Androuet du Cerceau et Claude Chastillon. Démarrés en 1605, les travaux sont achevés en 1612, deux ans après le décès du roi Henri IV assassiné par François Ravaillac. La place est alors inaugurée à l'occasion des fiançailles du roi Louis XIII et d'Anne d'Autriche. Ayant reçu du roi une parcelle sur la place, Claude Chastillon y fait construire son propre hôtel au no 10.
Pour préserver cette unité, la place est protégée depuis les années 1960, par le plan de sauvegarde et de mise en valeur du Marais et aucune intervention, notamment sur les façades, ne peut se faire sans l'accord de l'architecte des Bâtiments de France.
L'hôpital Saint-Louis, construit vers la même époque dans ce qui était les faubourgs de Paris et qui est devenu le 10e arrondissement de Paris, offre de grandes similitudes architecturales avec la place des Vosges.
Le centre de la place des Vosges est occupé aujourd'hui par le square Louis-XIII, bordé de rangées d'arbres avec, au centre, quatre fontaines conçues par Jean-Pierre Cortot, alimentées par l'Ourcq. Le Monument à Louis XIII, œuvre de Charles Dupaty terminée par Jean-Pierre Cortot, est inauguré en 1825. La première statue équestre, datant de 1639, avait été détruite pendant la Révolution.

Le square Louis-XIII
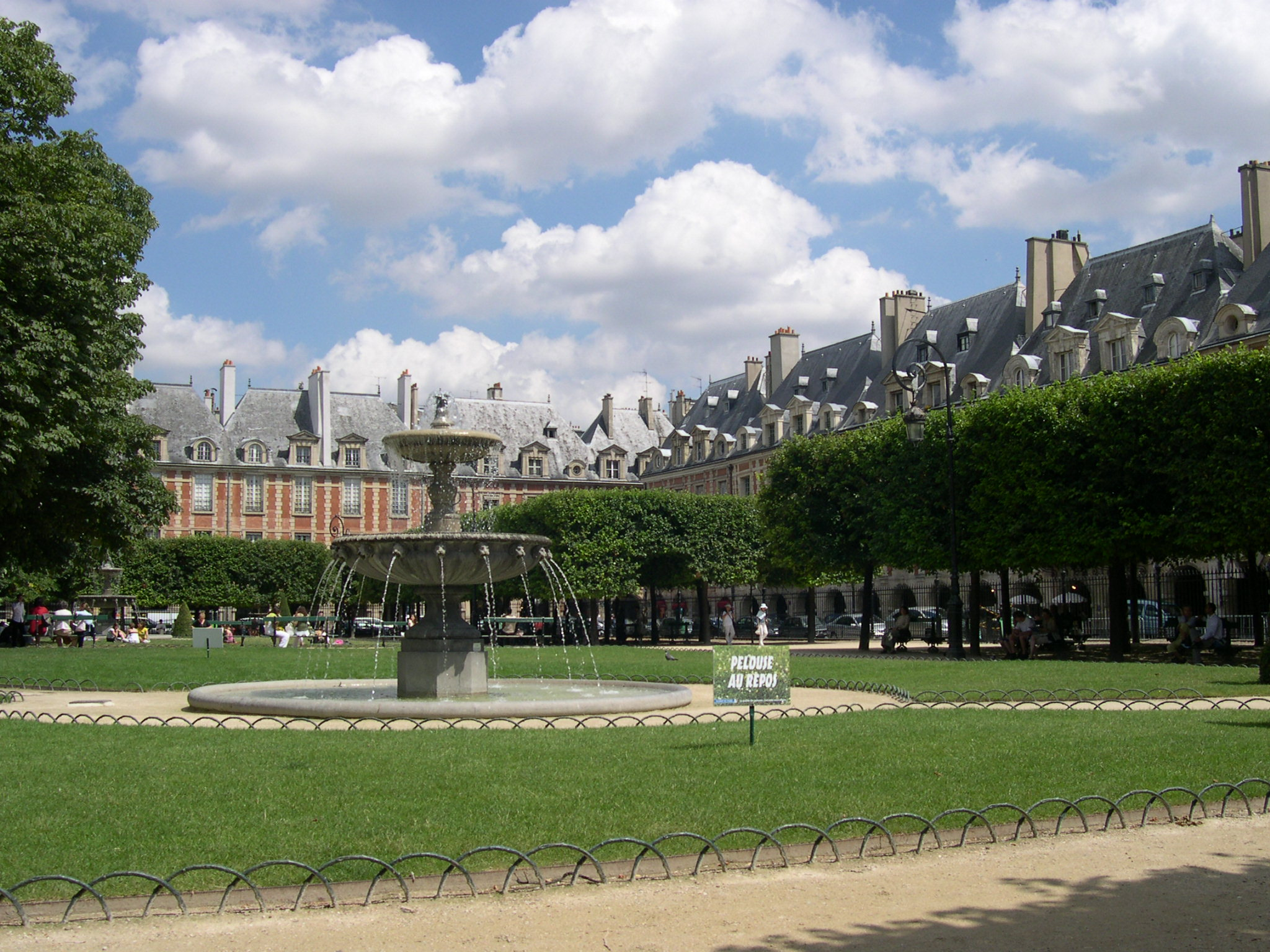
Vue du square Louis-XIII, au centre de la place des Vosges.
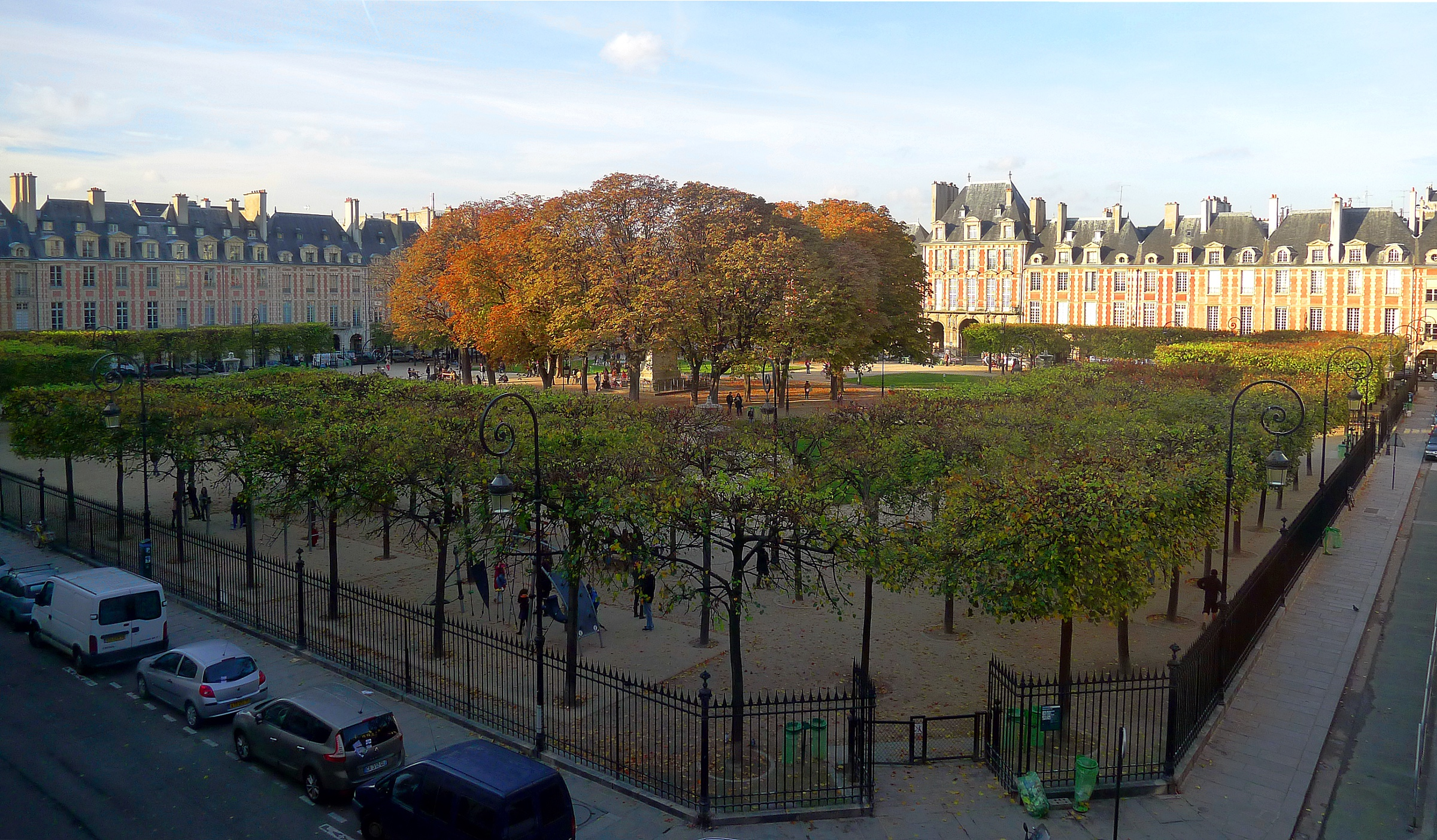
Vue générale du square Louis-XIII au centre de la place.
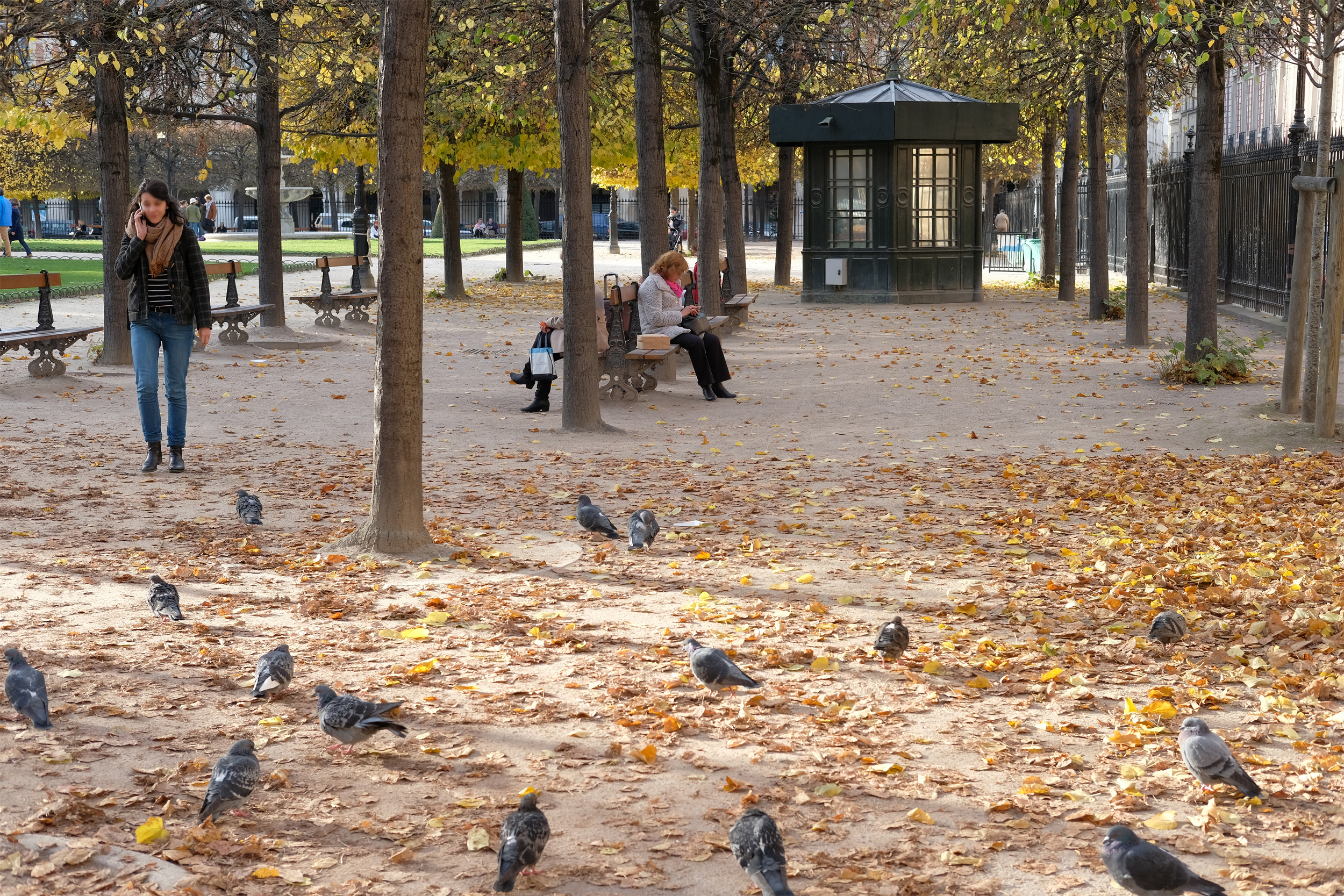
Vue du square avec un kiosque.
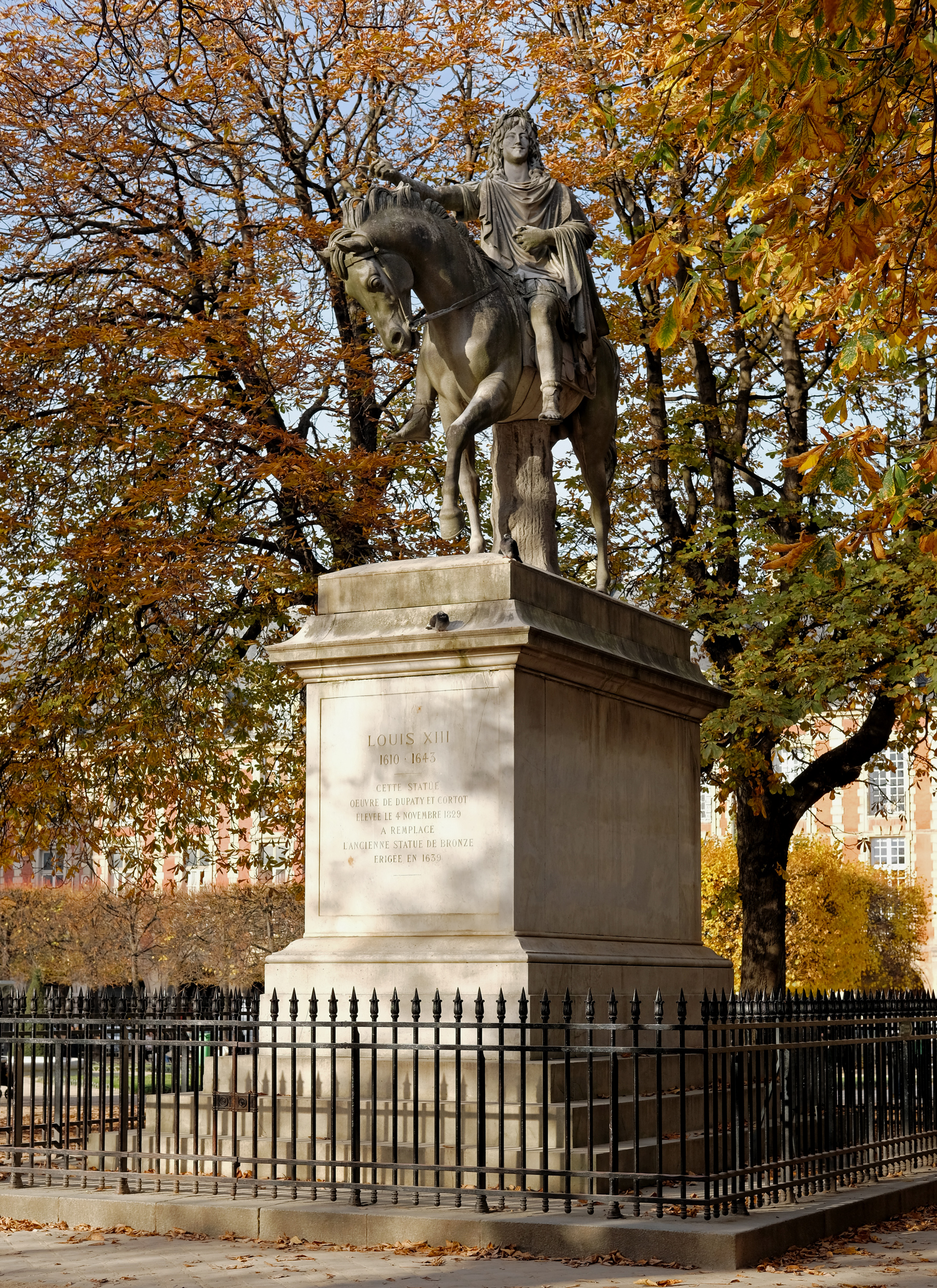
Charles Dupaty et Jean-Pierre Cortot, Monument à Louis XIII (1821).
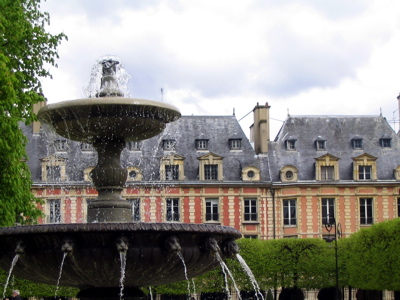
Détail d'une des fontaines de Jean-Pierre Cortot.
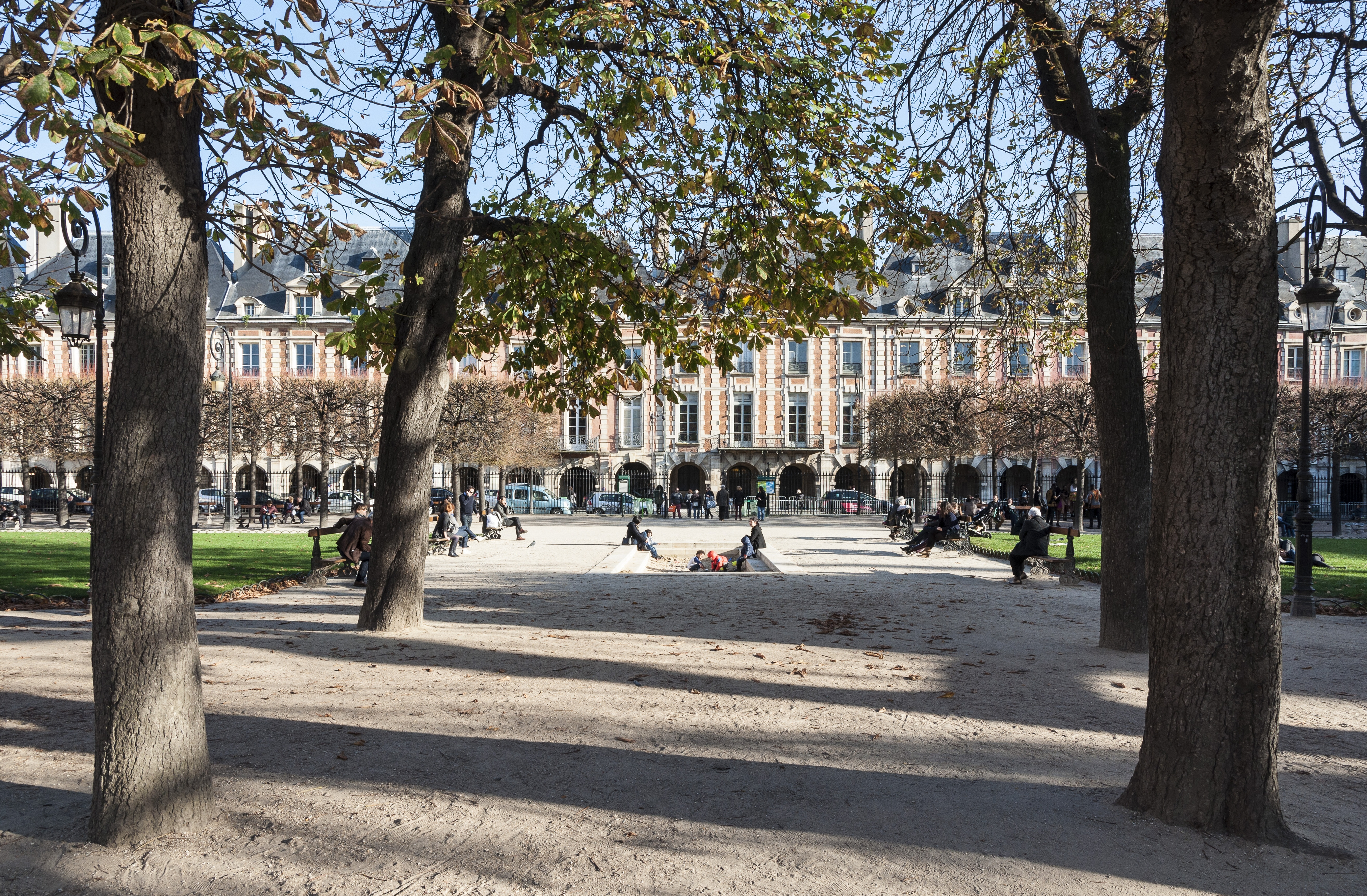
Allée et arbres.

## Origine du nom
Elle porte ce nom en l'honneur du département des Vosges. C'est le premier département à s'être acquitté de l'impôt sous la Révolution française et les Vosges se sont encore illustrées par l'envoi des premiers volontaires nationaux, issus de l'arrondissement de Remiremont, pour défendre la patrie en danger, en 1792.

## Historique

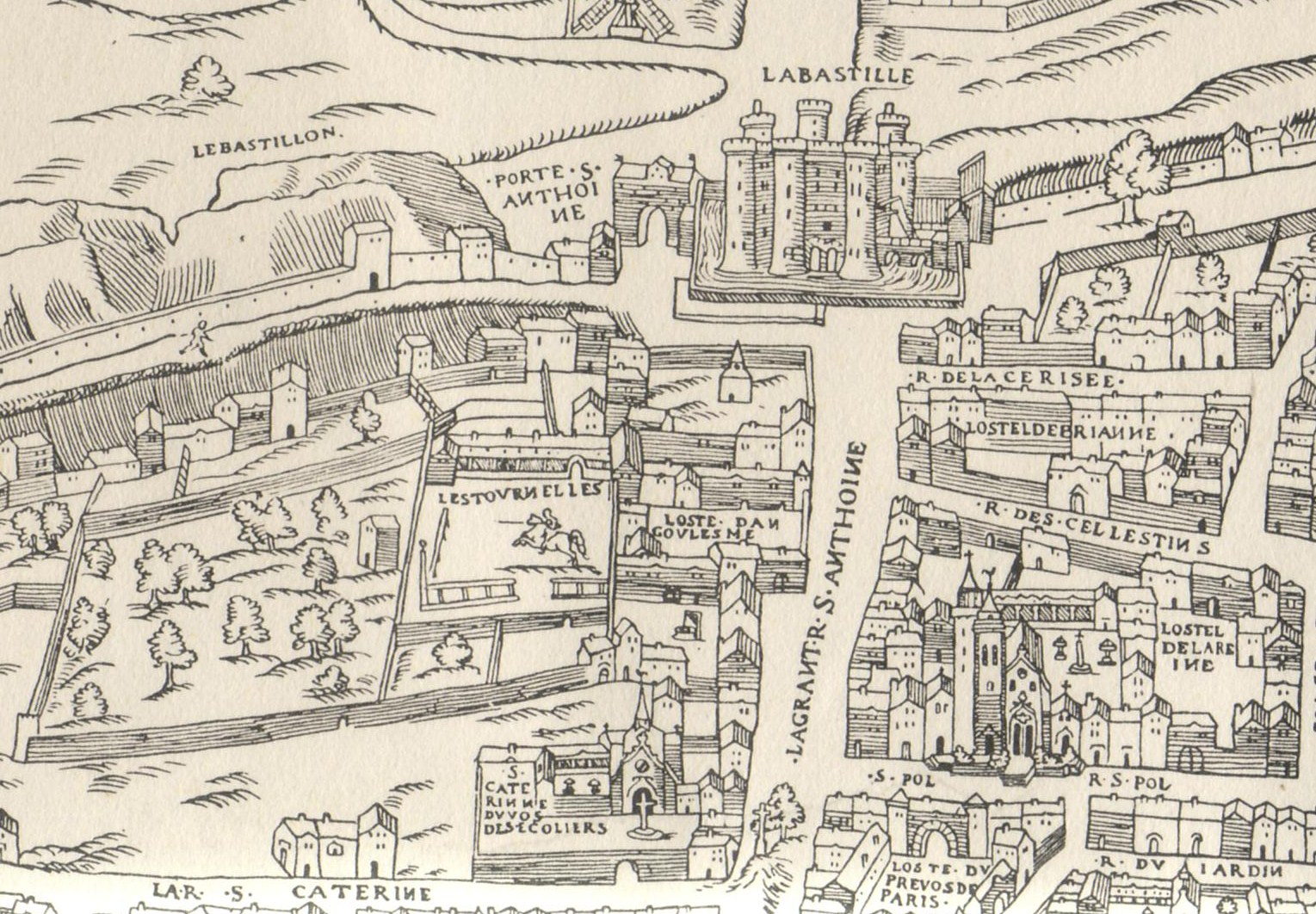
L'hôtel des Tournelles vers 1550, sur l'emplacement duquel est construite la place dite Royale. En haut, la Bastille.

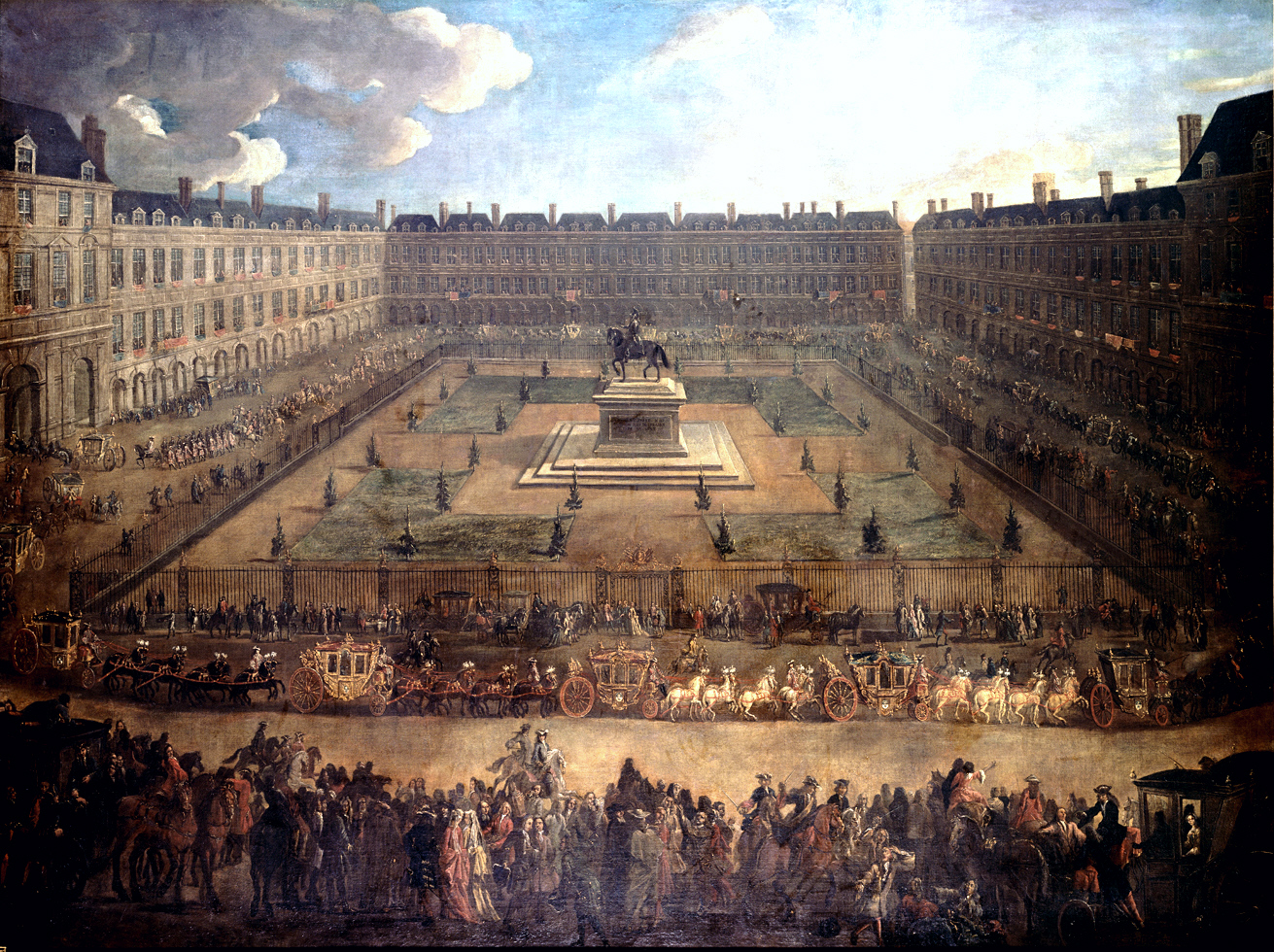
La place Royale en 1709.

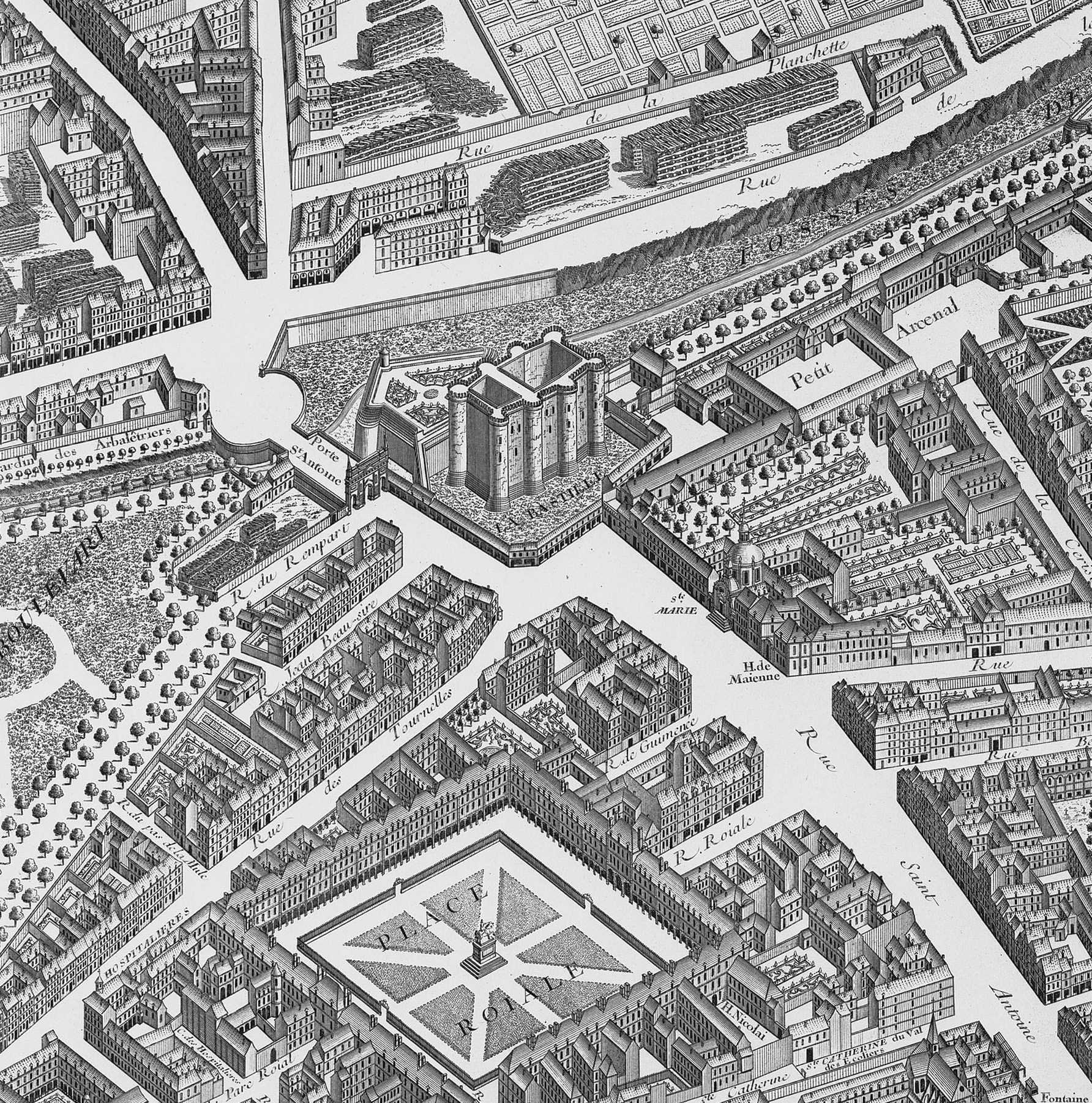
La place Royale et ses pelouses sur le plan de Turgot, en 1739.

Le 30 juin 1559, près de l'actuelle Place des Vosges, célébrant le mariage de sa fille Élisabeth avec Philippe II d'Espagne, Henri II de France combat contre Gabriel de Montgomery, capitaine de sa garde écossaise, qui le blesse d'un coup de lance dans l'œil. Malgré les soins des médecins et chirurgiens royaux dont Ambroise Paré et de Vésale, envoyé de Bruxelles, il meurt dans d'atroces souffrances le 10 juillet 1559.
Laissé à l’état d’abandon depuis un demi-siècle, Henri IV envisage d’installer sur le site un centre industriel de soierie. Avec ce projet, il espère désendetter le pays à la suite des guerres d'Italie. François Miron et Sully s’y opposent et proposent de créer aux Tournelles un quartier de luxe et de noblesse, un lieu de promenade et une place de rencontre.
La « place Royale » voit sa construction débuter en 1605, sous le règne d'Henri IV auquel elle doit être dédiée, sur l'emplacement de l'hôtel des Tournelles de triste mémoire. Elle est finalement inaugurée en 1612 deux ans après l'assassinat du roi   par François Ravaillac survenu entre-temps, à l'occasion des fiançailles de Louis XIII et d'Anne d'Autriche par un grand carrousel dirigé par Antoine de Pluvinel.
Le centre de la place, plat, sablé, dégagé, sert de terrain aux cavalcades, aux tournois, aux jeux de bagues et parfois aussi à des duels dont certains sont restés célèbres, tel celui qui coûte la vie à François de Montmorency-Bouteville en 1627.
Elle est citée sous le nom de « place Royalle » et « place Roialle » dans un manuscrit de 1636.
En 1670, la place publique devient un jardin clos. Une pelouse est plantée, découpée par des allées ensablées suivant les médianes et les diagonales du carré. Il est interdit de piétiner les pelouses ainsi que de jouer au volant, à la paume, aux quilles et aux boules dans les allées. Une grille de fer forgée, ouverte de quatre accès, est posée en 1687. L'accès aux jardins est interdit aux gens mal vêtus, toutefois, sur la place Royale, ils sont admis un jour par an, le 25 août, fête de Saint-Louis.
En 1738 est créé le premier emploi de gardien de square par le Bureau de la Ville pour faire respecter le règlement. À la demande des riverains, des arbres furent plantés à la fin du XVIIIe siècle.

### Dénominations successives
Lors de la Révolution française, elle est rebaptisée le 19 août 1792 par la Commune de Paris « place des Fédérés ». Le 4 juillet 1793, la Convention nationale change ce nom en « place de l'Indivisibilité ».
Elle est aussi nommée, non officiellement, « place du Parc-d'Artillerie », ou « place de la Fabrication-des-Armes ».
En 1800, par arrêté du premier consul, elle est renommée « place des Vosges » en l'honneur du département des Vosges, le premier à s'être acquitté de l'impôt sous la Révolution française et, accessoirement, l'envoi des premiers volontaires, issus de l'arrondissement de Remiremont, pour défendre la patrie en danger.
En 1814, le retour de la monarchie lui rend son nom initial de « place Royale » jusqu'en 1830 et de 1852 à 1870. Elle porte aussi brièvement, en 1830, le nom de « place de la République ».

### AuXIXesiècle
Dans les années 1830, Charles Sellier, chef de la société chorale des Céciliens, a l'idée de rassembler l'ensemble des sociétés chorales parisiennes afin de donner à la Ville de Paris une aubade formidable. Cinq cents chanteurs répondent à son appel et se réunissent place Royale. Le gigantesque concert obtient un succès prodigieux et c'est au milieu des applaudissements et des vivats que les orphéonistes prennent congé de leurs auditeurs émerveillés.
Les grilles du jardin sont remplacées en 1840.

Les bâtiments
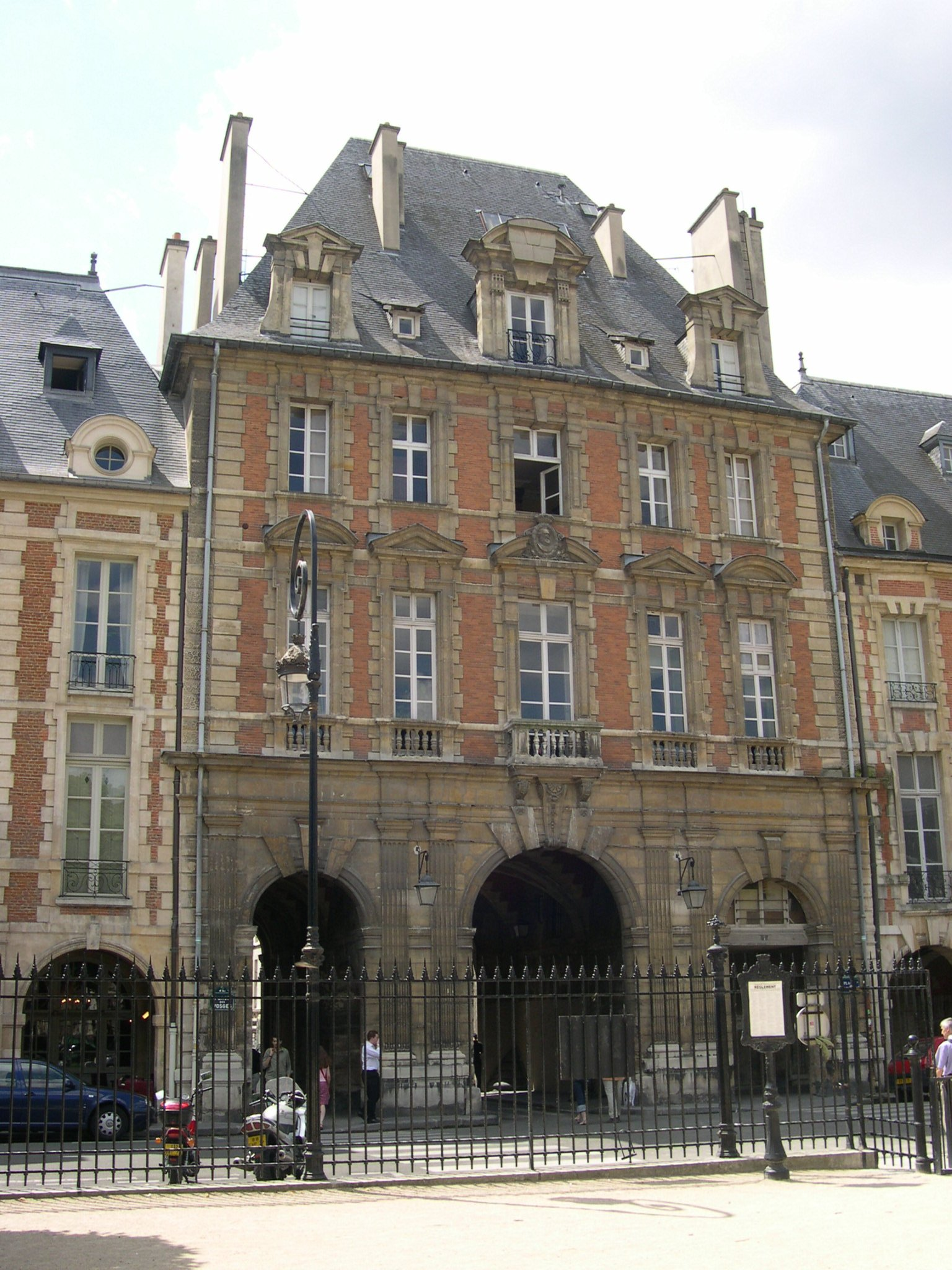
Le pavillon du roi.
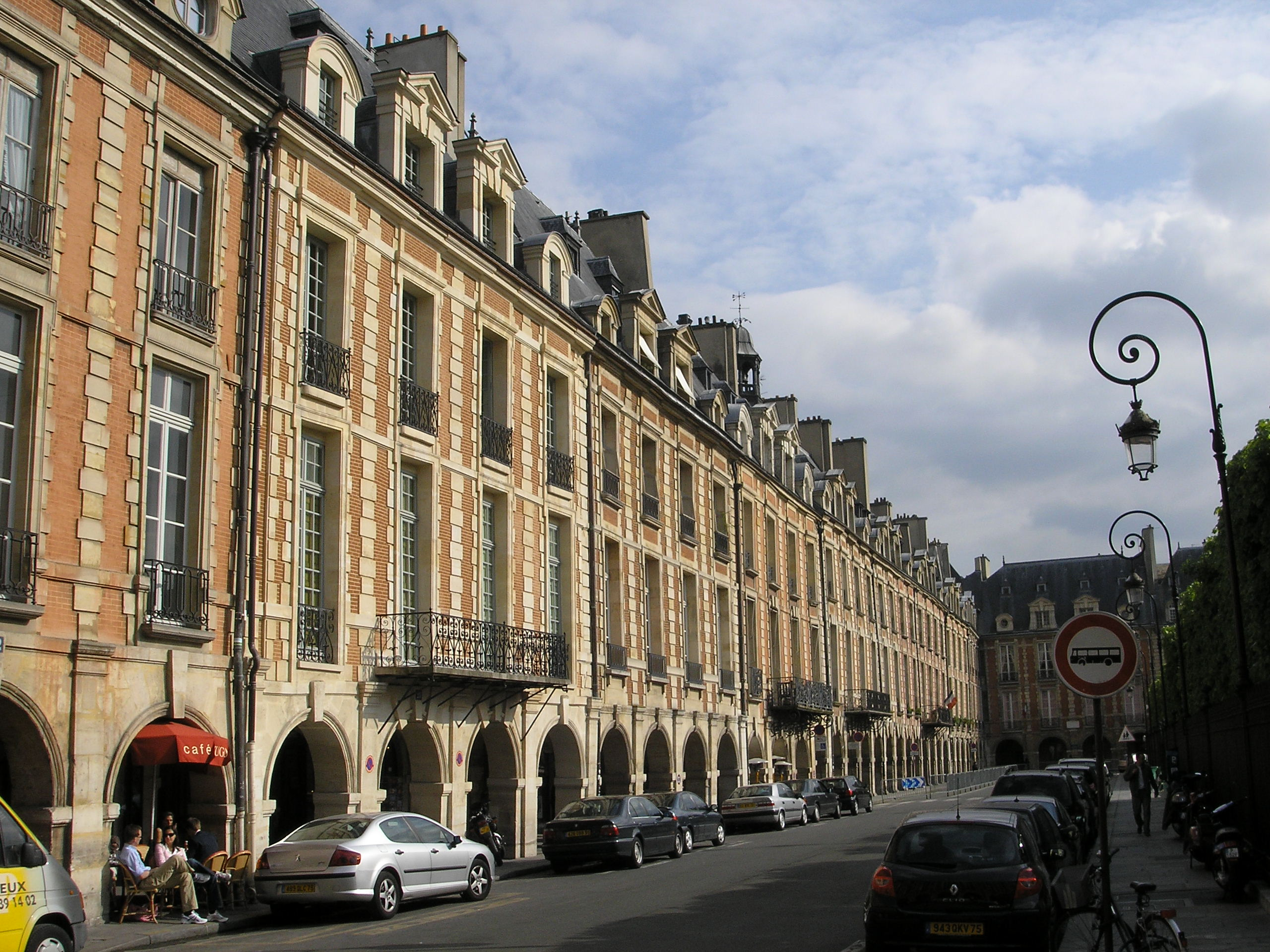
Place des Vosges, vue 2.
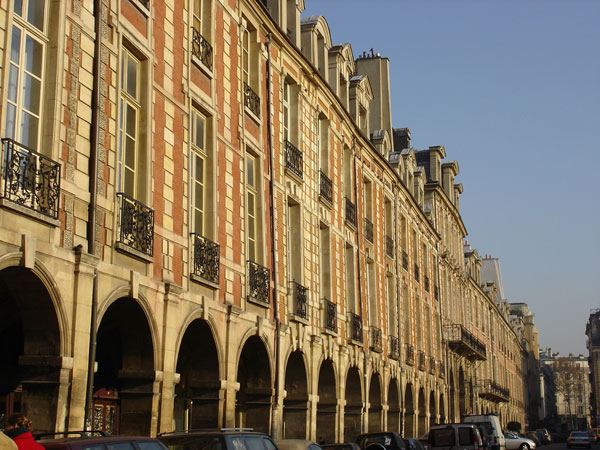
Place des Vosges, vue 3.
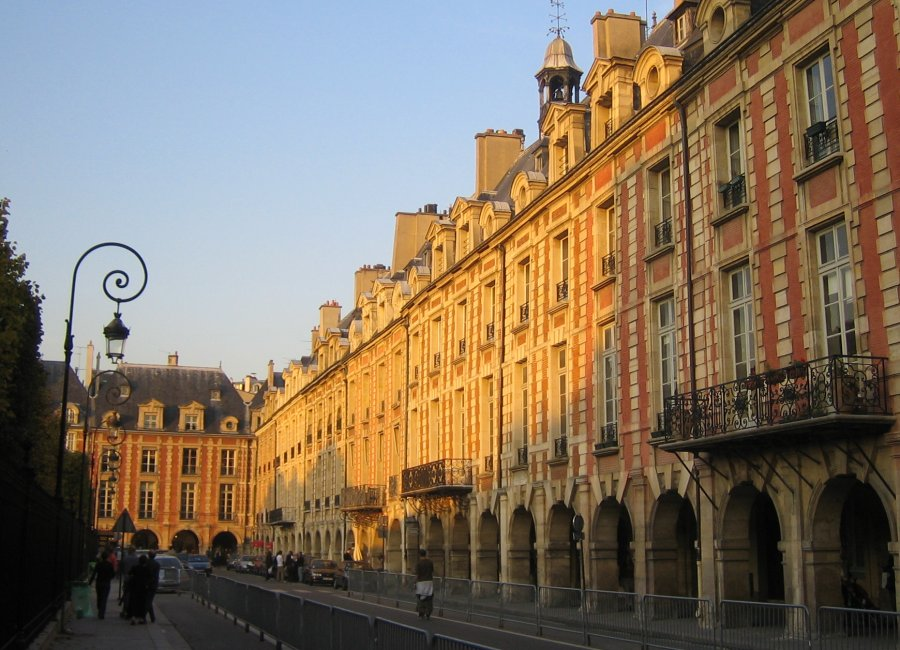
Place des Vosges, vue 4.
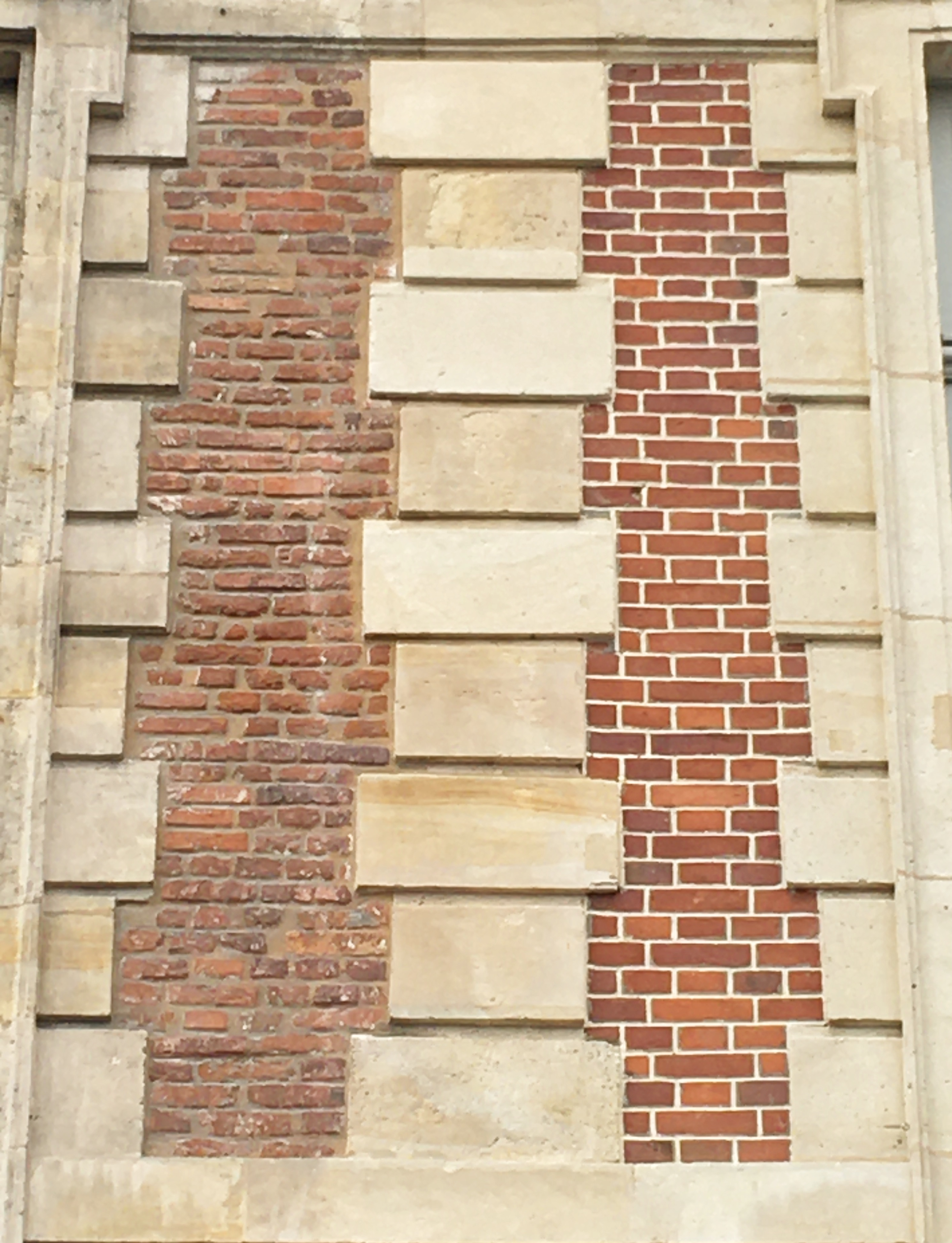
Vraie brique et fausse brique se côtoient.

Le jardin
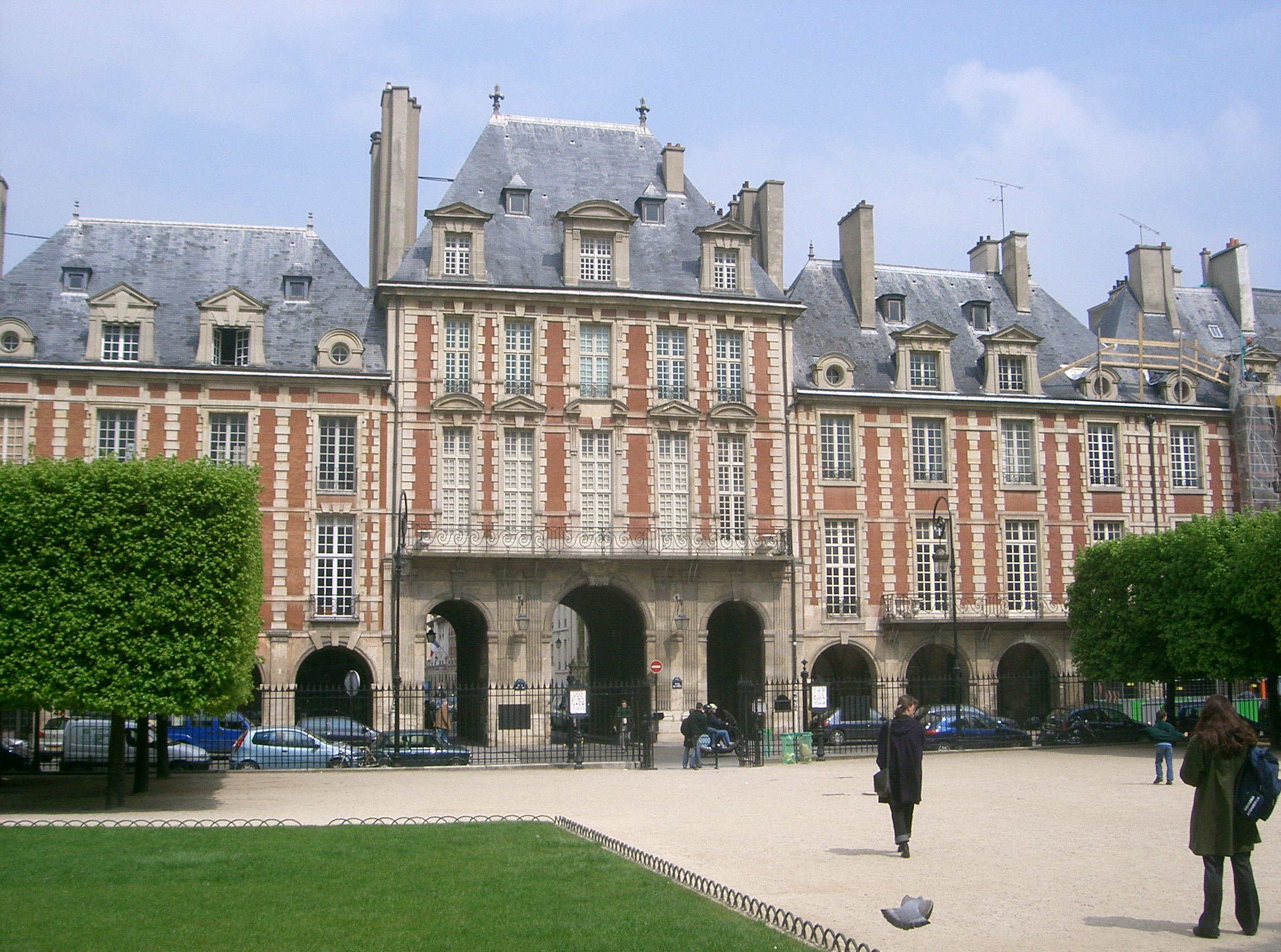
Le pavillon de la reine.
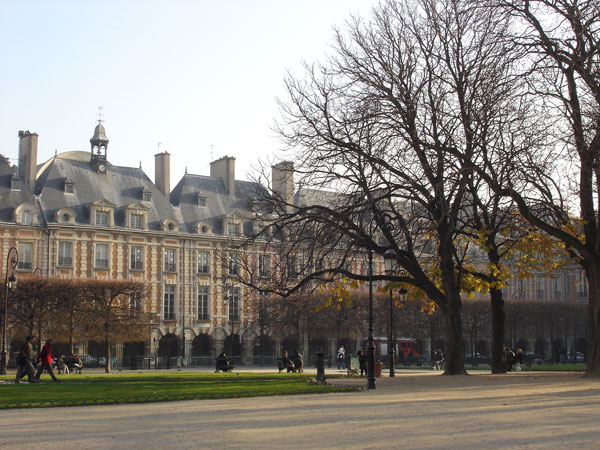
Place des Vosges.
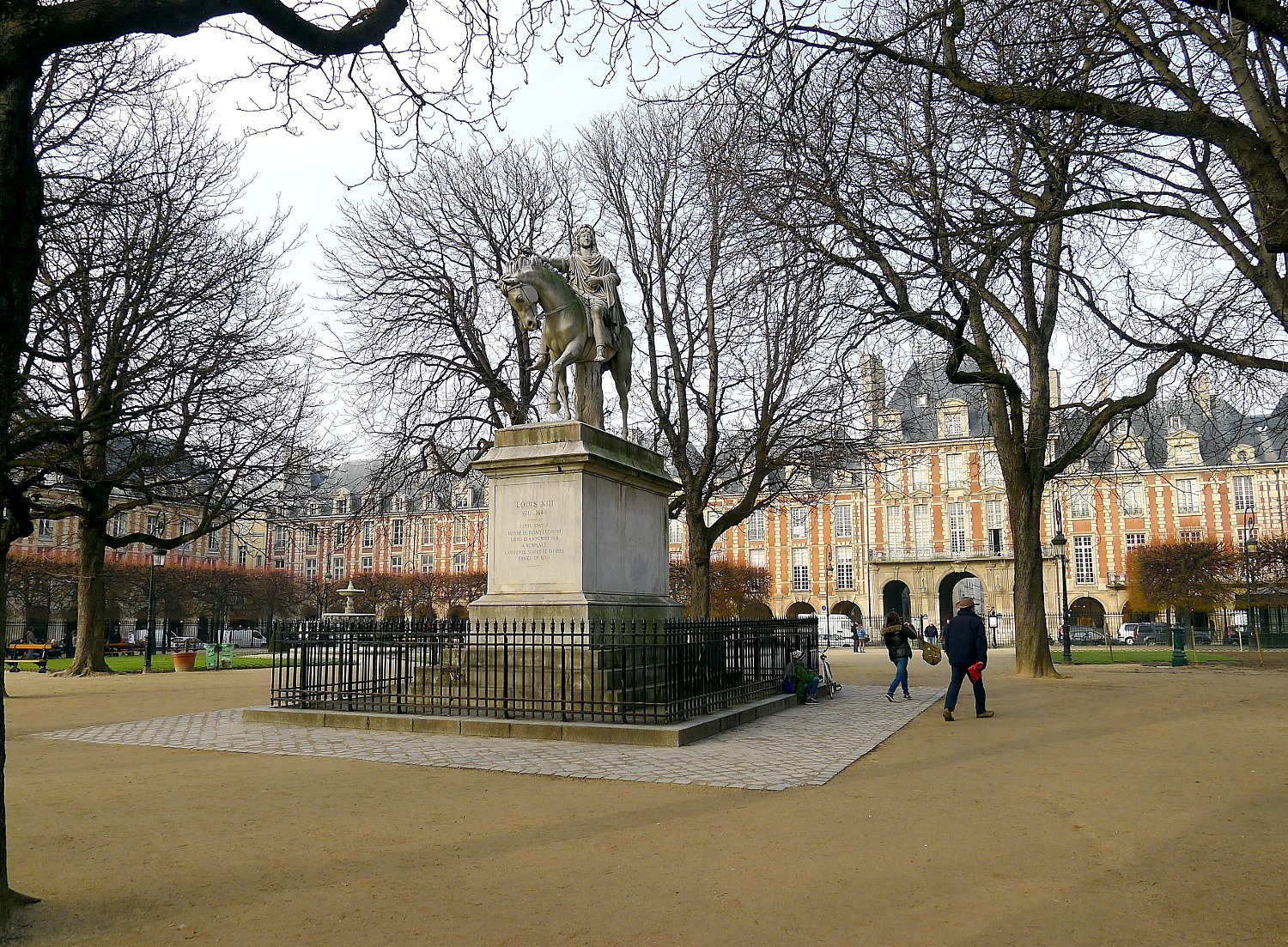
Le jardin avec le Monument à Louis XIII.
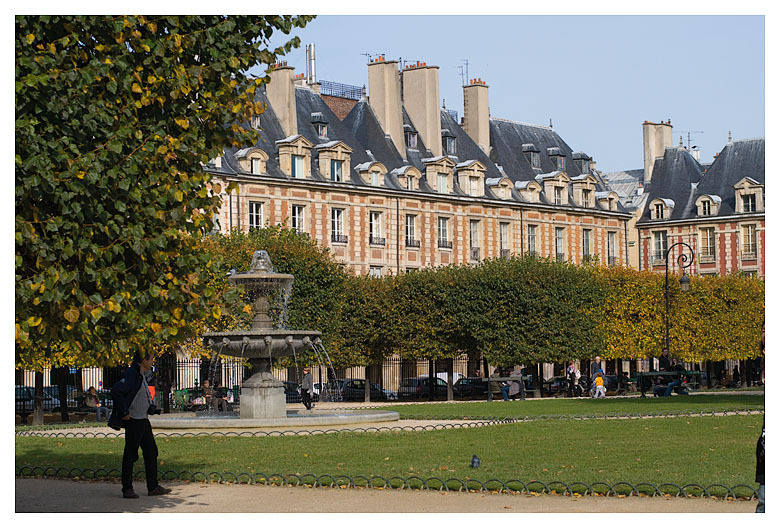
La place des Vosges au printemps.

Les arcades
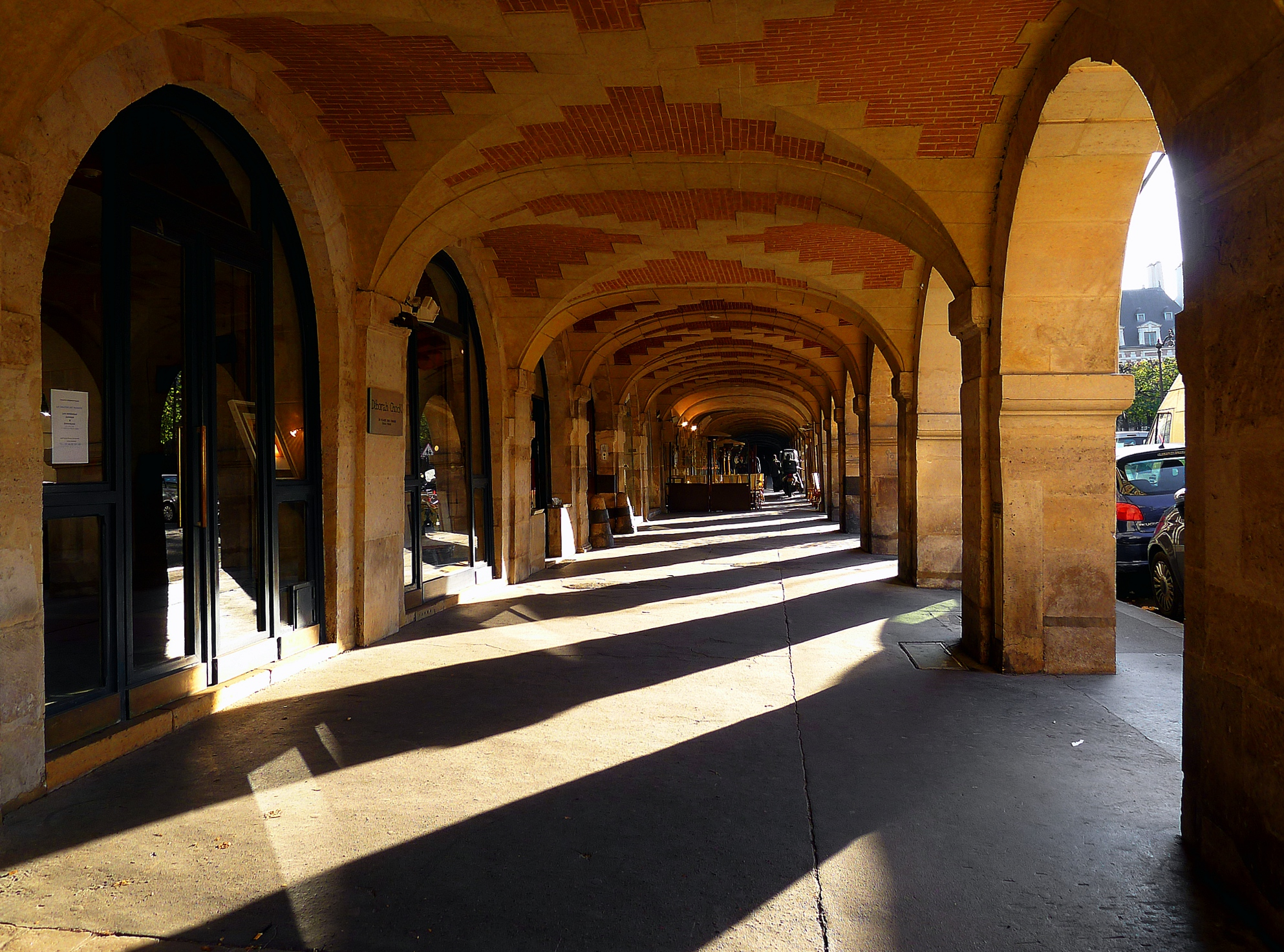
Arcades est.
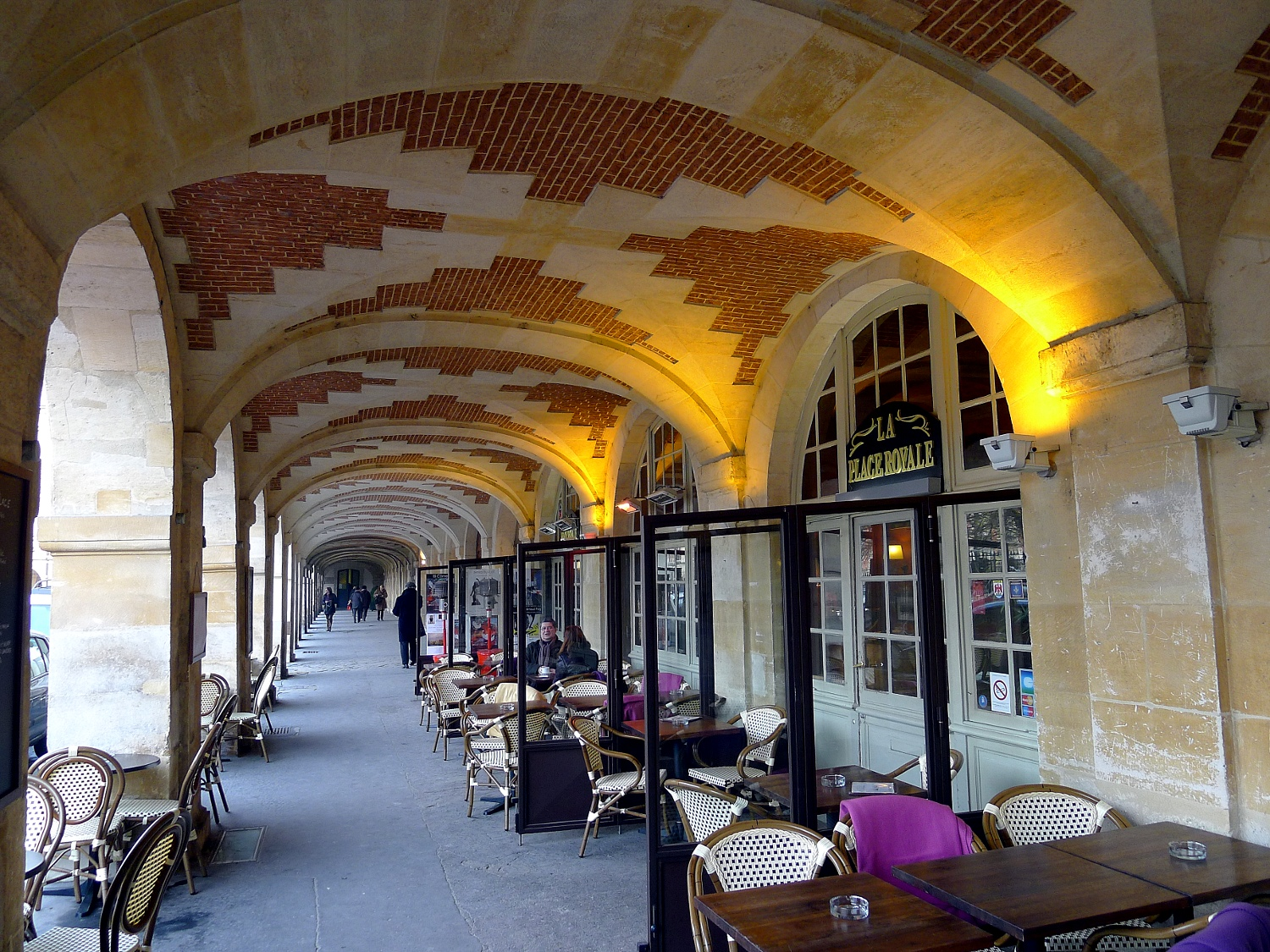
Arcades sud.
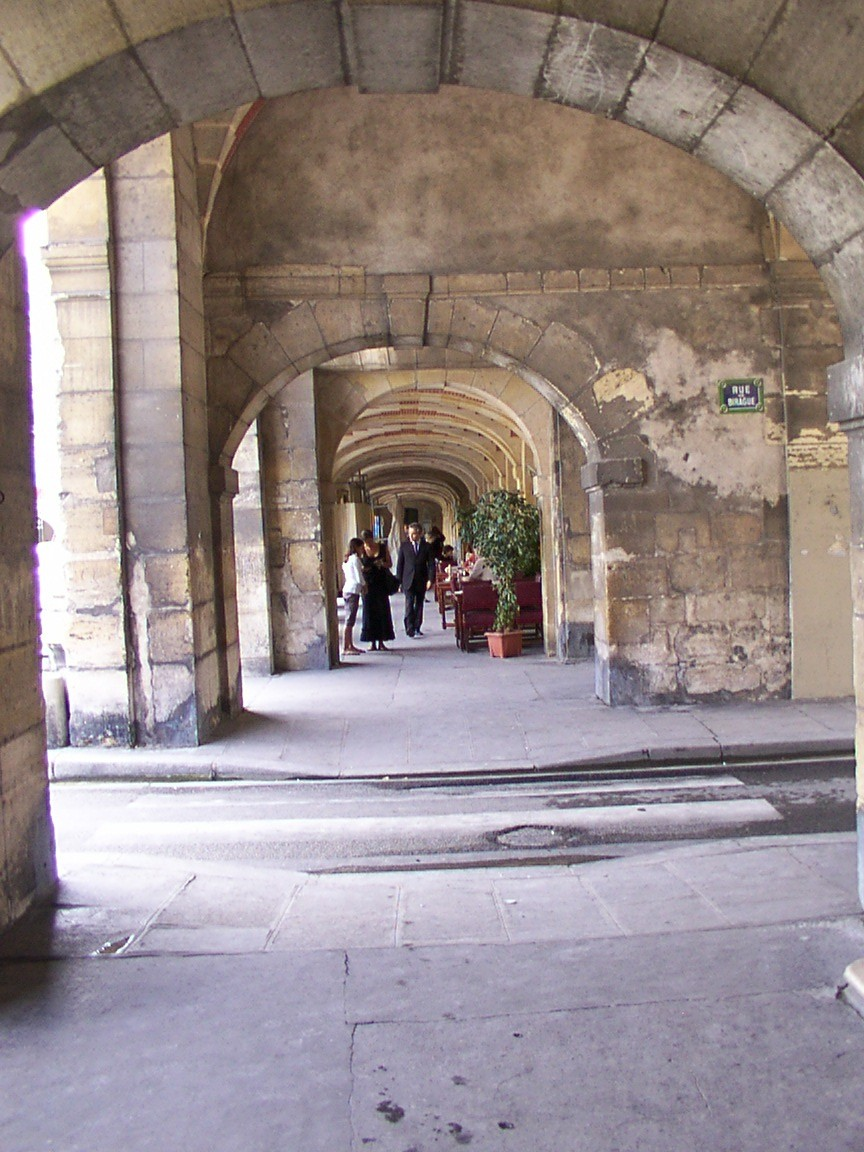
Arcades de la place des Vosges.
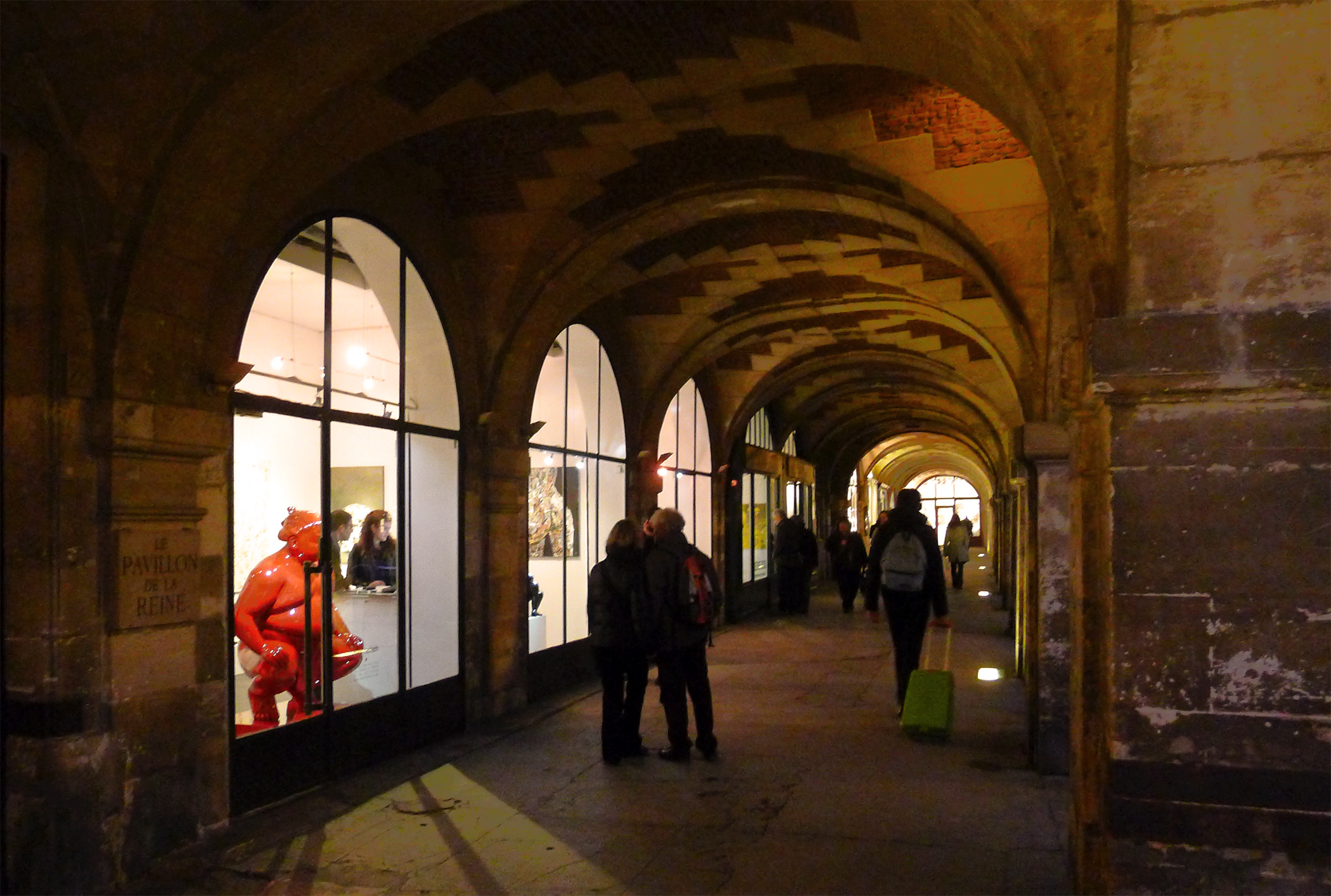
Arcades nord, la nuit.
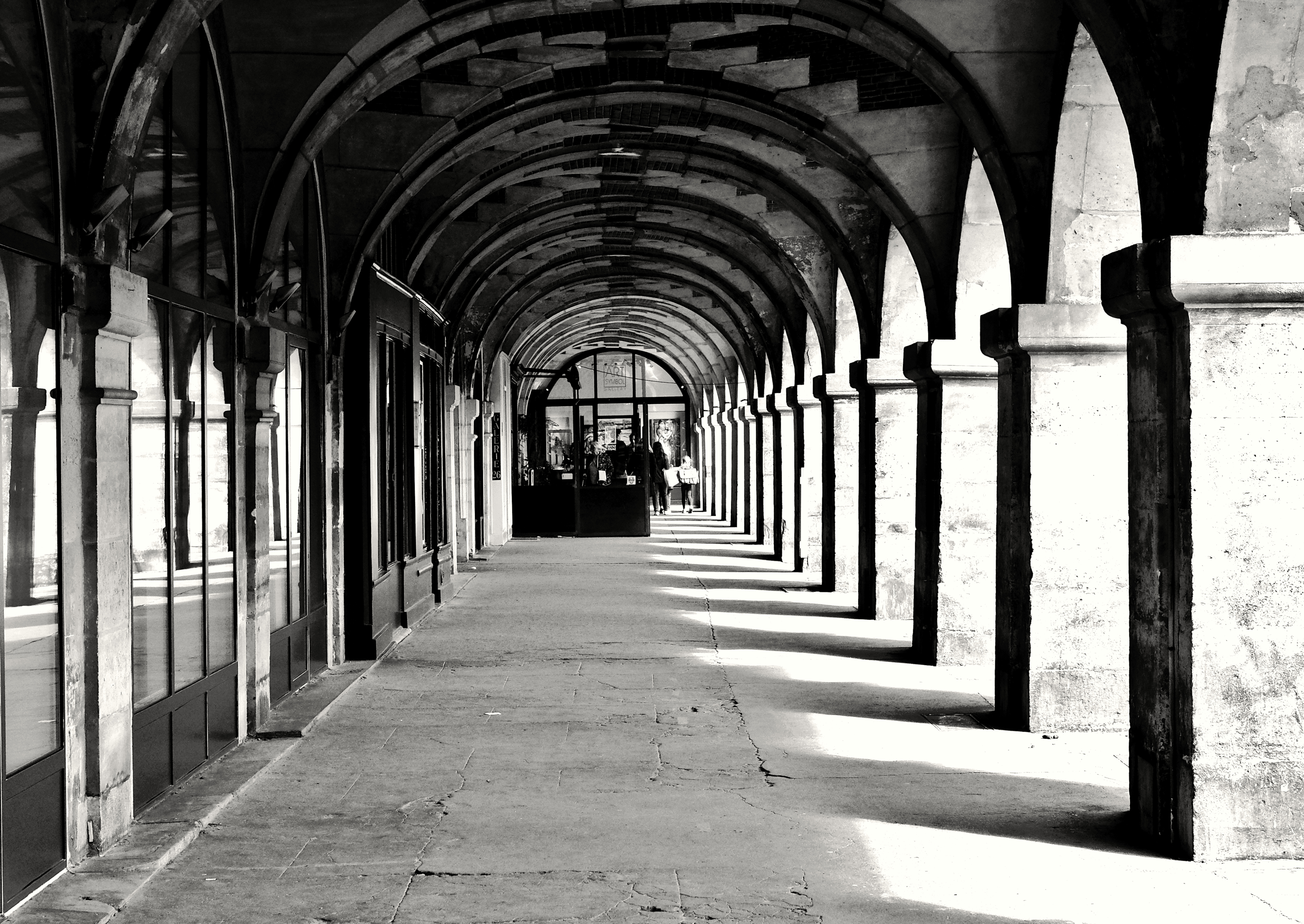
Arcades nord, le jour.

Vue panoramique
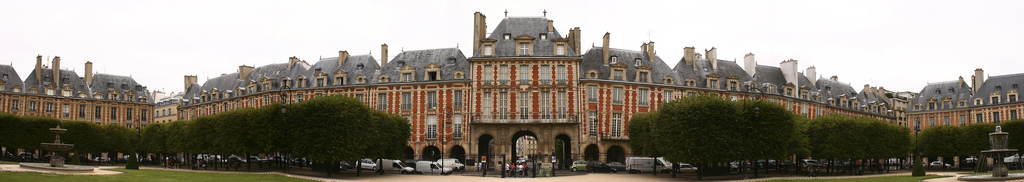

## Bâtiments remarquables et lieux de mémoire
| | \| - No 1 : pavillon du Roi - No 1 bis : hôtel Coulanges - No 3 : hôtel de Montmorin - No 5 : hôtel de la Salle - No 7 : hôtel de Sully - No 9 : hôtel de Chaulnes - No 11 : hôtel Pierrard - No 13 : hôtel Dyel des Hameaux - No 15 : hôtel Marchand - No 17 : hôtel de Chabannes - No 19 : hôtel de Montbrun - No 21 : hôtel du Cardinal-de-Richelieu - No 23 : hôtel de Bassompierre - No 25 : hôtel de l'Escalopier \| - No 2 bis : hôtel du 2 bis place des Vosges - No 2 : hôtel Genou de Guiberville - No 4 : hôtel du 4 place des Vosges - No 6 : hôtel de Rohan-Guémené - No 6 bis : lycée professionnel Théophile-Gautier - No 8 : hôtel de Fourcy - No 10 : hôtel de Châtillon - No 12 : hôtel Lafont - No 14 : hôtel de Ribault - No 16 : hôtel d'Asfeldt - No 18 : hôtel de Clermont-Tonnerre - No 20 : hôtel d'Angennes de Rambouillet - No 22 : hôtel Laffemas - No 24 : hôtel de Vitry - No 26 : hôtel de Tresmes - No 28 : pavillon de la Reine et l’hôtel d'Espinoy \| |
| - No 1 : pavillon du Roi - No 1 bis : hôtel Coulanges - No 3 : hôtel de Montmorin - No 5 : hôtel de la Salle - No 7 : hôtel de Sully - No 9 : hôtel de Chaulnes - No 11 : hôtel Pierrard - No 13 : hôtel Dyel des Hameaux - No 15 : hôtel Marchand - No 17 : hôtel de Chabannes - No 19 : hôtel de Montbrun - No 21 : hôtel du Cardinal-de-Richelieu - No 23 : hôtel de Bassompierre - No 25 : hôtel de l'Escalopier | - No 2 bis : hôtel du 2 bis place des Vosges - No 2 : hôtel Genou de Guiberville - No 4 : hôtel du 4 place des Vosges - No 6 : hôtel de Rohan-Guémené - No 6 bis : lycée professionnel Théophile-Gautier - No 8 : hôtel de Fourcy - No 10 : hôtel de Châtillon - No 12 : hôtel Lafont - No 14 : hôtel de Ribault - No 16 : hôtel d'Asfeldt - No 18 : hôtel de Clermont-Tonnerre - No 20 : hôtel d'Angennes de Rambouillet - No 22 : hôtel Laffemas - No 24 : hôtel de Vitry - No 26 : hôtel de Tresmes - No 28 : pavillon de la Reine et l’hôtel d'Espinoy |

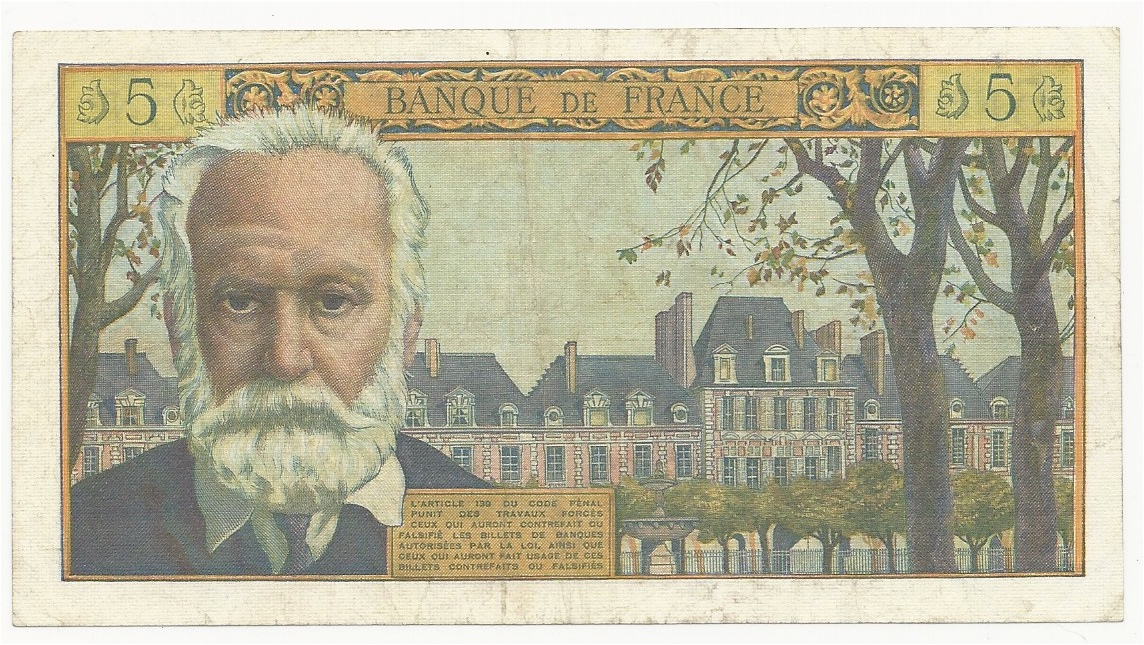
Face arrière d'un billet de 5 francs de 1959 émis par la Banque de France avec le portrait de Victor Hugo et, en arrière-plan, la vue de la place des Vosges où résida l'écrivain.

La place des Vosges est réputée pour être ou avoir été le lieu de résidence de plusieurs personnalités (artistes, politiques, médiatiques, etc.).
- Francis Blanche, acteur, chanteur et humoriste[8] au no 28 ;
- Jacques-Bénigne Bossuet, homme d'Église, évêque de Meaux, prédicateur et écrivain français[9] ;
- Pierre Bourdieu, sociologue ;
- Jean-Claude Brialy au no 3 (arbre dans la cour) ;
- Marc-Antoine Charpentier, compositeur[9] ;
- Colette, écrivain[8] ;
- François Couperin, compositeur[9] ;
- Alphonse Daudet, écrivain ;
- Georges Dufrénoy, peintre ;
- Isadora Duncan, danseuse[10] ;
- Rachel Félix, comédienne ;
- Théophile Gautier au no 8 de 1828 à 1834. Plaque commémorative ;
- Annie Girardot et Renato Salvatori ont habité un appartement dont l'entrée était au no 17 mais donnait sur la rue de Turenne ;
- Jean-Edern Hallier, écrivain, pamphlétaire, journaliste et critique littéraire[11] avant le no 2 (entrée par le 16 rue de Birague) ;
- Gilonne d'Harcourt, dame d'atours[12] ;
- Victor Hugo, écrivain, a séjourné dans l'actuelle maison qui porte son nom[13] ;
- Jack Lang, ancien ministre de la Culture[14] ;
- Thomas de Mahy, marquis de Favras, militaire royaliste, au no 4 ;
- Juste Olivier, écrivain, poète, romancier, journaliste  et sa femme Caroline Olivier, également poète ;
- Madame de Sévigné, épistolière[15], au n°1 bis.
- Delphine Seyrig, actrice, au no 21.
- Georges Simenon, écrivain[16], au no 21[17].
- Anne Sinclair, journaliste, ancienne épouse de Dominique Strauss-Kahn[18] ;
- Dominique Strauss-Kahn, ancien ministre de l'économie et des finances, ancien directeur général du FMI [19], et aussi ancien époux d’Anne Sinclair.
- Wilhelm Uhde y est décédé en 1947.

À proximité :
- Annie Girardot, actrice, possédait un appartement au 4 rue du Foin, à moins de 100 mètres de la place, peu avant son hospitalisation[20]. Plaque commémorative.
- Michel Jonasz, chanteur, habite à deux pas également[21].

La numérotation de la place débute à partir de la rue de Birague : numéros pairs croissants pour les immeubles situés à droite, et impair croissants pour les immeubles situés à gauche.

### Côté impair

#### Numéro 1
Construit aux frais de la couronne et achevé en 1608, le pavillon du roi fut l'un des premiers achevés, mais n'a jamais été habité par le roi Henri IV, à qui il était dédié, mais par son concierge. On trouve par contre une belle sculpture de Henri IV en bas-relief sur sa façade, visible depuis le square Louis-XIII.
Il a été mis en location à partir de 1666, et a été vendu comme bien national en 1799. Ce pavillon est traversé au rez-de-chaussée par la rue de Birague. Le poète Juste Olivier l'a habité de 1850 à 1870.
Le pavillon du roi fait l’objet d’un classement au titre des monuments historiques depuis le 6 novembre 1956.

#### Numéro 1 bis
Hôtel bâti en 1606 pour Philippe Ier de Coulanges et pour sa femme Marie de Bèze. Leur petite-fille, Marie de Rabutin-Chantal, future marquise de Sévigné y est née le 5 février 1626. Elle y a écrit une partie de ses lettres et a d'ailleurs une rue à son nom, à moins de 200 mètres, près de la Poste de la rue des Francs-Bourgeois.
Le peintre postimpressionniste Georges Dufrénoy (1870-1943) y vécut de 1871 à 1914, date de son déménagement pour le no 23 de la même place. Inhabité depuis 1965, ce bâtiment a été l'objet d'une réquisition citoyenne par le collectif Jeudi noir entre le 27 octobre 2009 et le 23 octobre 2010. Depuis le 30 mai 2016, l'hôtel Coulanges appartient à Xavier Niel par le biais d'une société civile immobilière dont il détient 99 parts, la centième revenant à sa compagne Delphine Arnault, directrice générale adjointe de Louis Vuitton.
L'ancien hôtel Coulanges, sis 1 bis, place des Vosges et 11 bis, rue de Birague, fait l’objet d’un classement au titre des monuments historiques depuis le 17 juillet 1920.

#### Numéro 3
Hôtel de Simon le Gras de Vaubercey, secrétaire des commandements d'Anne d'Autriche. La bibliothèque de l’Union centrale des arts décoratifs y était installée avant 1904. 
L'acteur Jean-Claude Brialy y a vécu jusqu'en 1984.
Le mathématicien Rémi Brissiaud y a vécu de 1949 à 2020.
L'ancien hôtel de Montmorin fait l’objet d’un classement au titre des monuments historiques depuis le 2 mars 1957.

#### Numéro 5
Hôtel Caillebot de La Salle. Deux précieuses de l'entourage de Marie de Médicis y ont logé en 1631 : Anne Donie (« Madonte ») et Madeleine de Souvré (« Stéphanie »). Jules Cousin, à qui l'on doit le musée Carnavalet et la bibliothèque historique de la ville de Paris y est mort en 1899.
L'ancien hôtel de la Salle (ou hôtel Castelnau ou hôtel de Rotrou) fait l’objet d’un classement au titre des monuments historiques depuis le 16 août 1955.

#### Numéro 7

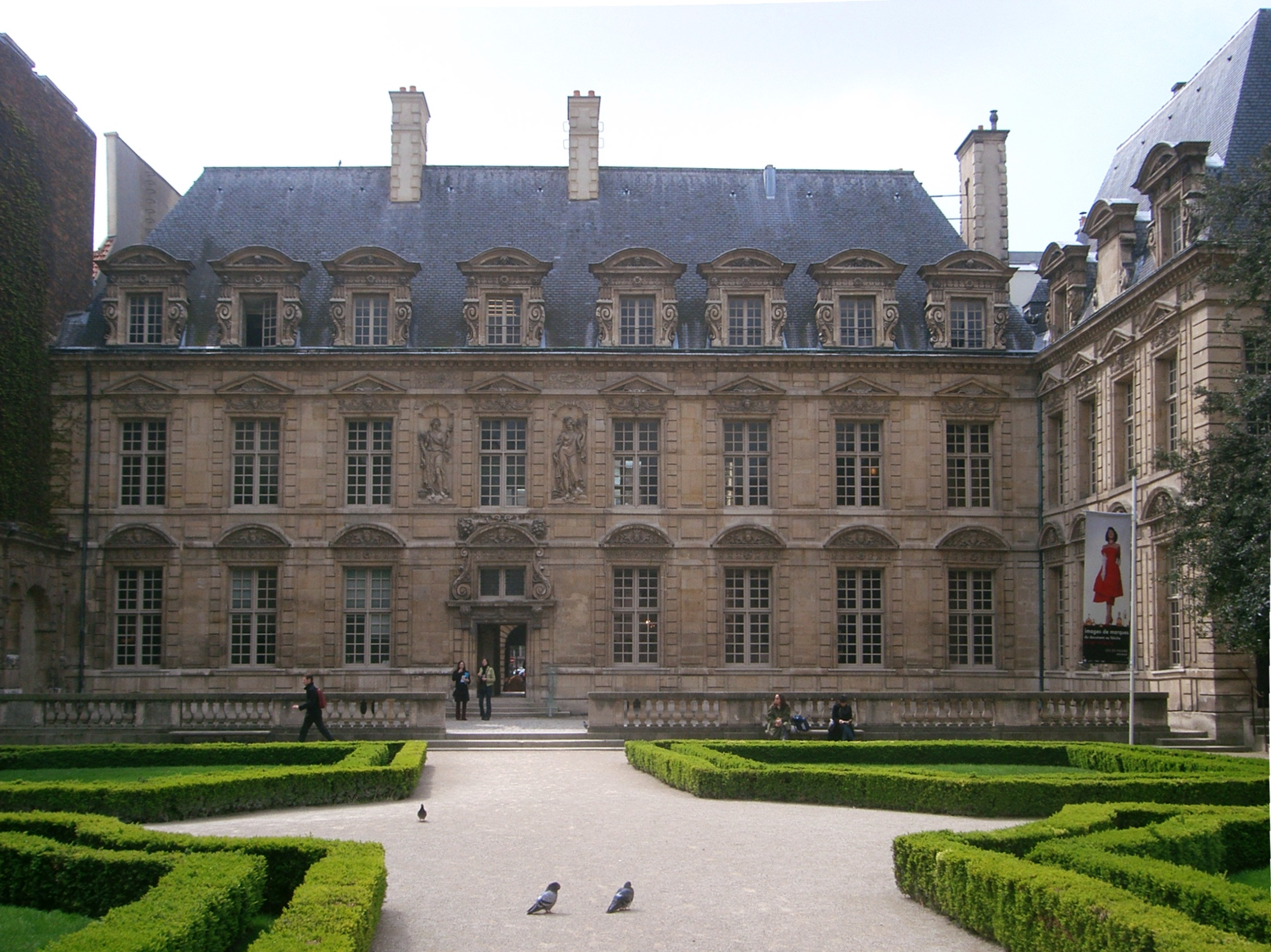
Le jardin de l'hôtel de Sully, qui communique avec la place des Vosges.

Hôtel construit par la veuve du maître des requêtes Huaut de Montmagny en 1611, il est connu sous le nom d'hôtel de Sully. Il communiquait avec le grand hôtel du 62, rue Saint-Antoine. Cet hôtel devint la propriété de Sully en 1634, qui lui donna son nom.
L'hôtel du Petit-Sully fait l’objet d’un classement au titre des monuments historiques depuis le 7 juillet 1953.

#### Numéro 9
Hôtel du conseiller du roi Pierre Fougeu-Descures où logea Louis XIII pendant les fêtes de l'inauguration de la place Royale. Il a appartenu au Duc de Chaulnes (1676-1744). La tragédienne Rachel habita au premier étage de l'immeuble. La façade sur la place, la galerie, la toiture, la décoration d'un grand salon, les dessus de porte et une cheminée sont classés monument historique. Le 1er étage est actuellement le siège de l'Académie d'architecture.
L'ancien hôtel de Chaulnes (hôtel Descures ou Nicolay-Goussainville) fait l’objet d’un classement au titre des monuments historiques depuis le 26 octobre 1954.
Le 9, place des Vosges accueille depuis 1986 le restaurant L'Ambroisie, trois étoiles au Guide Michelin, l'une des meilleures tables de France, tenu par Mathieu et Bernard Pacau, et dont l'une des spécialités est le carré d'agneau de Lozère en croûte de poivre, pomme fondante boulangère.

#### Numéro 11
Hôtel ayant également appartenu à Pierre Fougeu-Descures, qui y eut pour locataire Marion Delorme entre 1639 à 1648. L'hôtel a appartenu à Jean-Baptiste Colbert de Saint-Pouange, puis à son neveu Pierre Colbert de Villarcef, et ensuite à Gilbert Colbert, marquis de Chabannais.
L'ancien hôtel Pierrard, dit aussi hôtel Colbert-de-Villacerf ou de Creil ou Voisenon, fait l’objet d’un classement au titre des monuments historiques depuis le 26 octobre 1954.
Sur un des piliers de pierre de la galerie subsiste un graffiti « 1764-NICOLAS », attribué à Restif de La Bretonne.

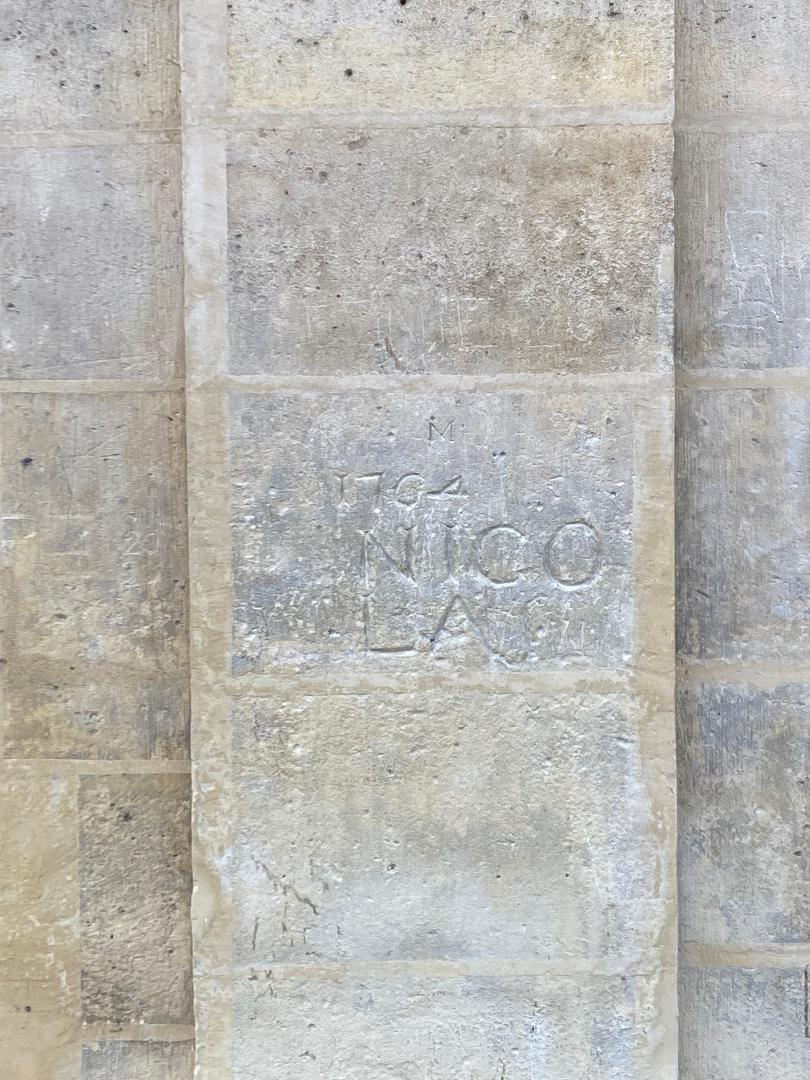
Inscription de Nicolas Restif de la Bretonne.

#### Numéro 13
Hôtel d'Antoine de Rochebaron (1601-1669) construit vers 1630. Il appartint au duc Louis de Rohan-Chabot à partir de 1680 et resta dans sa famille jusqu'à sa vente en 1764 à François Prévost.
L'ancien hôtel Dyel des Hameaux, sis 13, place des Vosges et 14, rue de Turenne, fait l’objet d’un classement au titre des monuments historiques depuis le 17 juillet 1920.
Du 15 septembre 1870 au 15 mars 1871, durant le siège de Paris de 1870-1871, emplacement de l'ambulance du 13, place des Vosges qui renfermait 15 lits et reçut 45 blessés ou malades.

#### Numéro 15
Cet hôtel fut acheté en 1701 par le duc Louis de Rohan-Chabot. L'Union centrale des Beaux-Arts appliqués, fondée en 1864, y eut son siège, un musée, une bibliothèque et une salle de conférences.
L'ancien hôtel Marchand, sis 15, place des Vosges et 16, rue de Turenne, fait l’objet d’un classement au titre des monuments historiques depuis le 21 septembre 1955.

#### Numéro 17
Hôtel du lieutenant civil et président aux enquêtes Nicolas le Jay. Bossuet y fut locataire de 1678 à 1682.
L'ancien hôtel de Chabannes (ou de Flers) fait l’objet d’un classement au titre des monuments historiques depuis le 17 juillet 1920.

#### Numéro 19
Cet hôtel a été légué en 1852 à l'Assistance publique - Hôpitaux de Paris, comme le rappelle une plaque commémorative récemment nettoyée en même temps que la façade donnant rue des Francs-Bourgeois (2019-2020).
La façade sur la place a été refaite en 1921.
L'ancien hôtel Marchand (ou hôtel de Montbrun), sis 19, place des Vosges et 1, rue des Francs-Bourgeois, fait l’objet d’un classement au titre des monuments historiques le 4 décembre 1954. Depuis octobre 2019, il abrite un hôtel.

#### Numéro 21
Hôtel où le cardinal de Richelieu semble ne pas avoir habité. L'hôtel a cependant été acheté par Robert Aubry en 1610 qui y logea le maréchal de Brézé, beau-frère du cardinal. Le maréchal-duc de Richelieu, arrière-petit-neveu du cardinal, le racheta en 1659 pour 167 000 livres. Il l'agrandit en achetant l'hôtel voisin au prince de Guise, dont il épousa la fille en 1734. La grande-duchesse de Toscane y mourut en 1721. Alphonse Daudet aurait habité dans la cour en 1877.

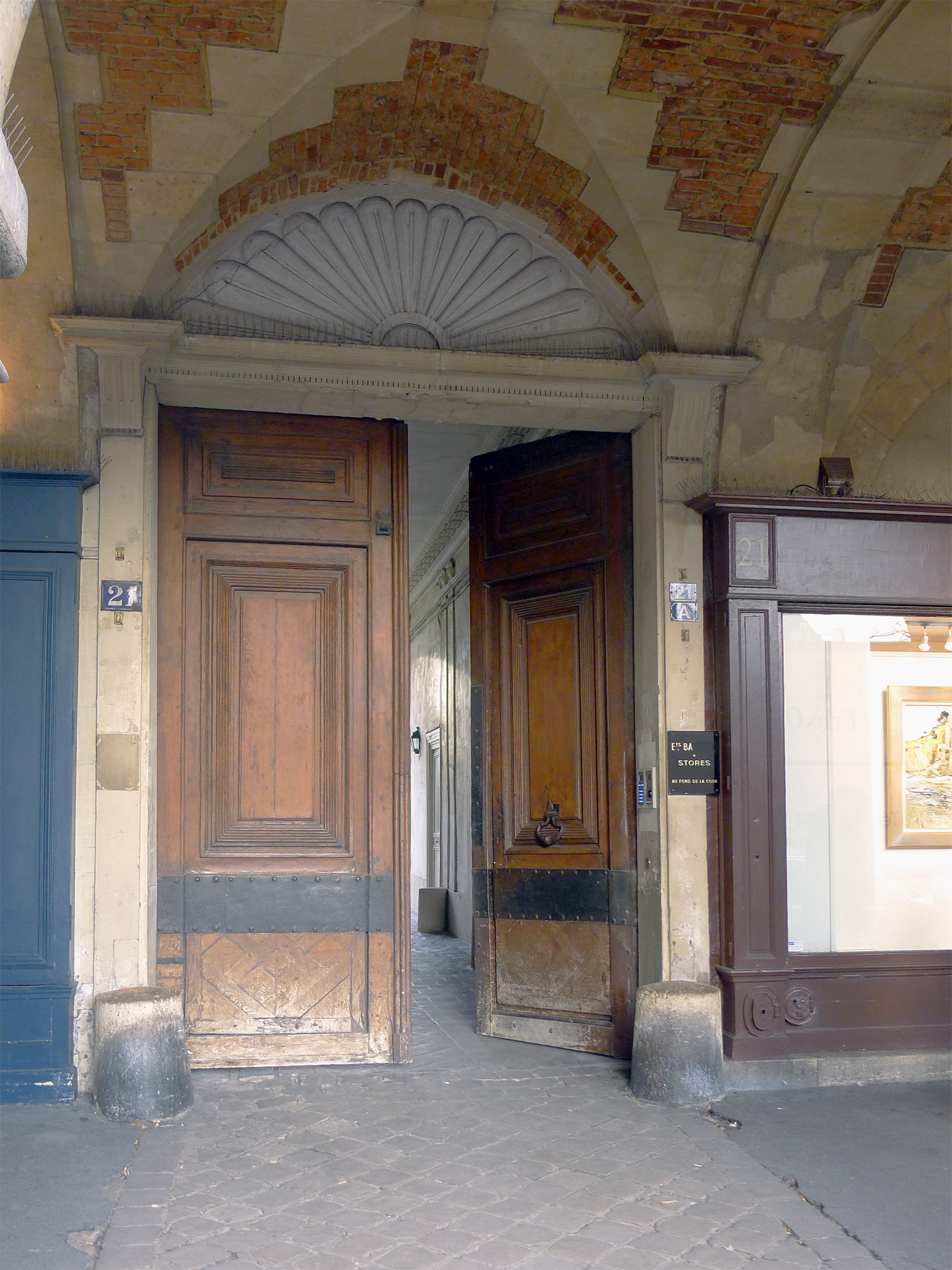
Porte d'entrée.
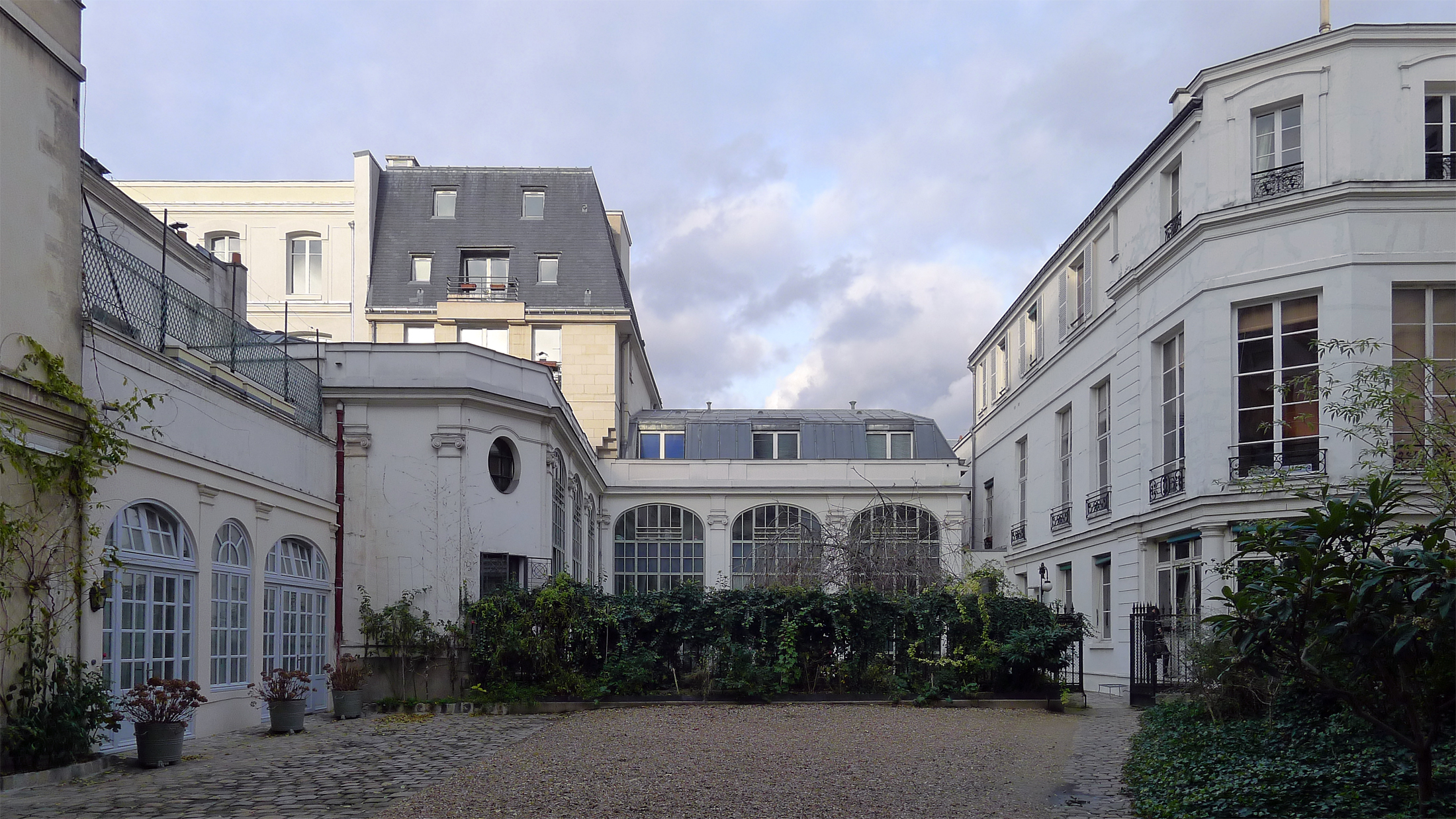
Cour intérieure.

L'ancien hôtel du cardinal de Richelieu fait l’objet d’un classement au titre des monuments historiques depuis le 14 juillet 1920.

#### Numéro 23
Cet hôtel fut habité par Marie Touchet de 1614 jusqu'à sa mort en 1638. Sa fille cadette, Marie-Charlotte de Balzac d’Entragues (sœur de Catherine Henriette de Balzac d'Entragues) l'acheta en 1624. Son fils, Louis II de Bassompierre, évêque de Saintes, le vendit en 1665 à l'Hôtel-Dieu, qui le mit en location. L'hôtel fut rattaché à l'hôtel Richelieu (21, place des Vosges) en 1734.
L'ancien hôtel du cardinal de Richelieu (ou hôtel de Bassompierre) fait l’objet d’un classement au titre des monuments historiques depuis le 14 juillet 1920.

#### Numéro 25
Hôtel du conseiller d'État Pierre Gobelin du Quesnoy. Il tenta d'incendier son pavillon par dépit amoureux pour mademoiselle de Tonnay-Charente, la future madame de Montespan. Il le loua ensuite aux Maillé-Brézé et le vendit en 1694 au conseiller au parlement Gaspard de l'Escalopier.
L'ancien hôtel de l'Escalopier fait l’objet d’un classement au titre des monuments historiques depuis le 14 novembre 1956.

### Côté pair

#### Numéro 2
L'ancien hôtel Genou de Guiberville fait l’objet d’un classement au titre des monuments historiques depuis le 13 août 1955.

#### Numéro 2 bis
Immeuble, classé Monument historique partiellement depuis le 16 novembre 1956.

#### Numéro 4
Hôtel Regnouart. « En 1605, Noël Regnouart, secrétaire de la chambre du Roi et proche de Sully, achète une parcelle de huit toises de largeurs (4 arcades) sur la place Royale et y fait construire une maison. Après sa mort en 1628, ses héritiers louent l'hôtel à Edme de La Châtre puis à Gilonne d'Harcourt, marquise de Piennes, avant de le vendre en 1653 à Anne de Saulx de Tavannes qui le transmettra à son neveu Jacques. Jacques de Saulx, comte de Tavannes, n'habite pas l'hôtel qu'il préfère mettre en location jusqu'à sa vente en 1672 à Nicolas Le Verrier, bourgeois de Paris. La famille Le Verrier habite l'hôtel jusqu'en 1719, année de son achat par Michel Surirey de Saint Remy, seigneur du Petitval, moyennant 71 000 livres. Le 26 mai 1746, un décret de la Cour des aides adjuge l'immeuble 42 600 livres, Michel Surirey de Saint Remy ayant fait faillite. Le nouvel acquéreur est Nicolas-François Cisternes, seigneur de Vinzelles et maréchal de camp, qui met encore l'hôtel en location. Il passe à sa mort à sa sœur Françoise Dauphin qui le revend en 1756 à Claude-Nicolas Le Roy, seigneur de Rouillé, dont la famille reste propriétaire jusqu'à l'Empire. Il est vendu en 1814 au baron Miscoud d'Umons puis en 1820 au comte Portalis qui y logera sa famille. Mis en vente par licitation en 1851, l'hôtel est acquis par Étienne-Marie Portier qui le transmet aux familles Pontbichet, Daniel, Deshayes de Merville. »

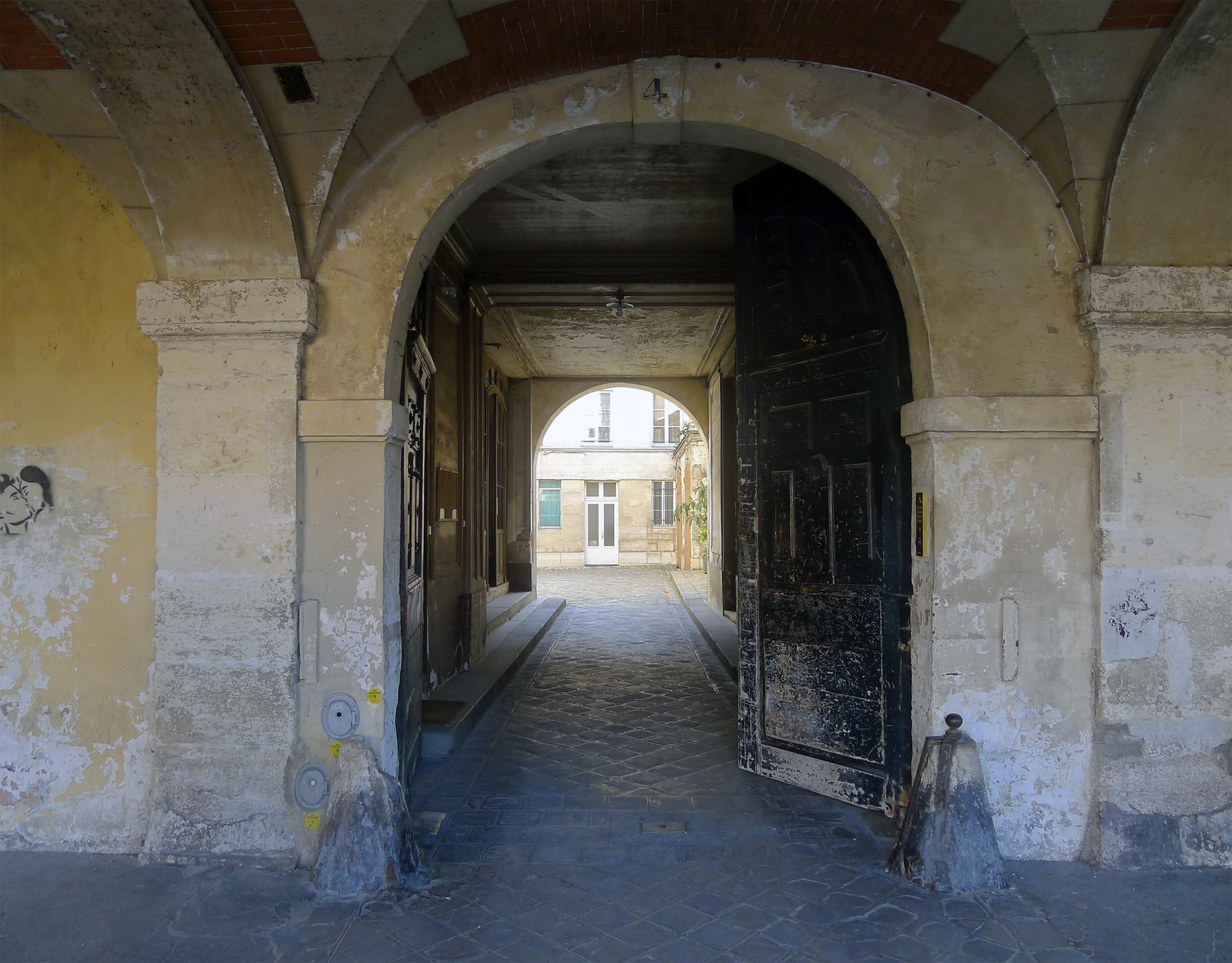
Entrée.
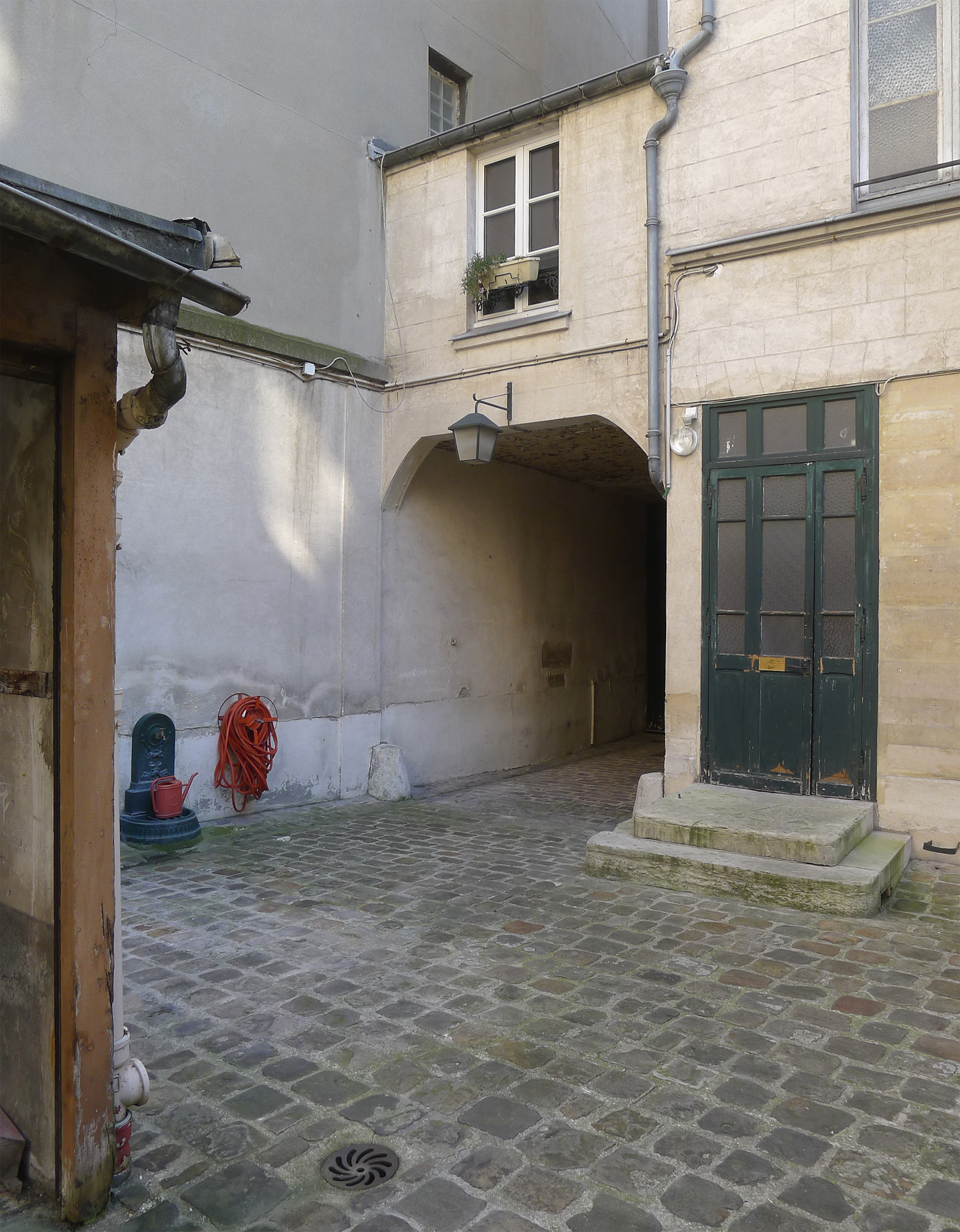
Cour intérieure.

Le 4, place des Vosges fait l’objet d’un classement au titre des monuments historiques depuis le 16 août 1955.

#### Numéro 6
Hôtel de Rohan-Guémené, au deuxième étage duquel se trouve l'appartement de 280 m2 que Victor Hugo occupa de 1832 à 1848. Le bâtiment a été transformé en 1902 en musée — la maison de Victor Hugo — qui accueille en moyenne 160 000 visiteurs par an. L'entrée dans les collections permanentes est gratuite depuis décembre 2001.
L'ancien hôtel Arnaud ou de Rohan-Guéménée fait l’objet d’un classement au titre des monuments historiques depuis le 26 octobre 1954.

#### Numéro 6 bis
Ecole communale de garçons où se trouvait au quatrième étage la bibliothèque municipale. Il y avait aussi des cours gratuits de dessin.
De 1940 à 1944 et après, le directeur a été monsieur André Vacheron. Le couloir qui menait à l'école des filles de l'impasse Guéménée a été muré vers 1970 (?). Ultérieurement, avec le n°8 (grâce à un don sous condition des héritiers de Théophile Gautier à l'état), lycée professionnel Théophile Gautier. En situation conflictuelle depuis 2016.

#### Numéro 8
L'ancien hôtel de Fourcy fait l’objet d’un classement au titre des monuments historiques depuis le 26 octobre 1954.

#### Numéro 10
L'ancien hôtel de Châtillon (ou hôtel de Marie de Lyonne ou de Gagny ou Chatainville) fait l’objet d’un classement au titre des monuments historiques depuis le 17 juillet 1920.

#### Numéro 12
L'ancien hôtel Lafont ou de Breteuil (ou hôtel Dangeau ou de Missan ou de Sainson) fait l’objet d’un classement au titre des monuments historiques depuis le 26 octobre 1954. Ecole maternelle depuis une centaine d'années.

#### Numéro 14
L'hôtel de Ribault, anciennement de Langres, fait l’objet d’un classement au titre des monuments historiques depuis le 26 octobre 1954.
Sur la façade, une plaque difficilement lisible rappelle qu'ici se trouva, de 1793 à 1860, la mairie de l'ancien 8e arrondissement. Le campanile et son horloge qui coiffent la toiture rappellent cette ancienne affectation.
Le rabbin David Feuerwerker, son épouse Antoinette Feuerwerker et leur famille (dont Atara Marmor ; Natania Étienne ;  Elie, Hillel, Emmanuel et Benjamin Sherman ; Paul et Helene Gluck) y habitent de 1948 à 1966.

#### Numéro 16
L'ancien hôtel d'Asfeldt fait l’objet d’un classement au titre des monuments historiques depuis le 16 août 1955.

#### Numéro 18
L'ancien hôtel de Clermont-Tonnerre fait l’objet d’un classement au titre des monuments historiques depuis le 26 octobre 1954.

#### Numéro 20
Cet hôtel particulier a été construit par Jean Fontaine en 1607 pour Nicolas d'Angennes de Rambouillet. Il a été possédé ensuite par Drouin Barrois, à qui Gaspard II de Fieubet l'a acheté en 1643. En 1645, il a été transformé par l'architecte Charles Chamois.
L'ancien hôtel d'Angennes de Rambouillet fait l’objet d’un classement au titre des monuments historiques depuis le 16 août 1955.

#### Numéro 22
L'ancien hôtel de Laffemas fait l’objet d’un classement au titre des monuments historiques depuis le 17 juillet 1920.

#### Numéro 24
L'ancien hôtel de Vitry (dit aussi hôtel de Guiche, de Boufflers, de Duras ou Lefebvre-d'Ormesson) fait l’objet d’un classement au titre des monuments historiques depuis le 17 juillet 1920.

#### Numéro 26
L'ancien hôtel de Tresmes (dit aussi hôtel de Gourgues) fait l’objet d’un classement au titre des monuments historiques depuis le 14 novembre 1956.

#### Numéro 28

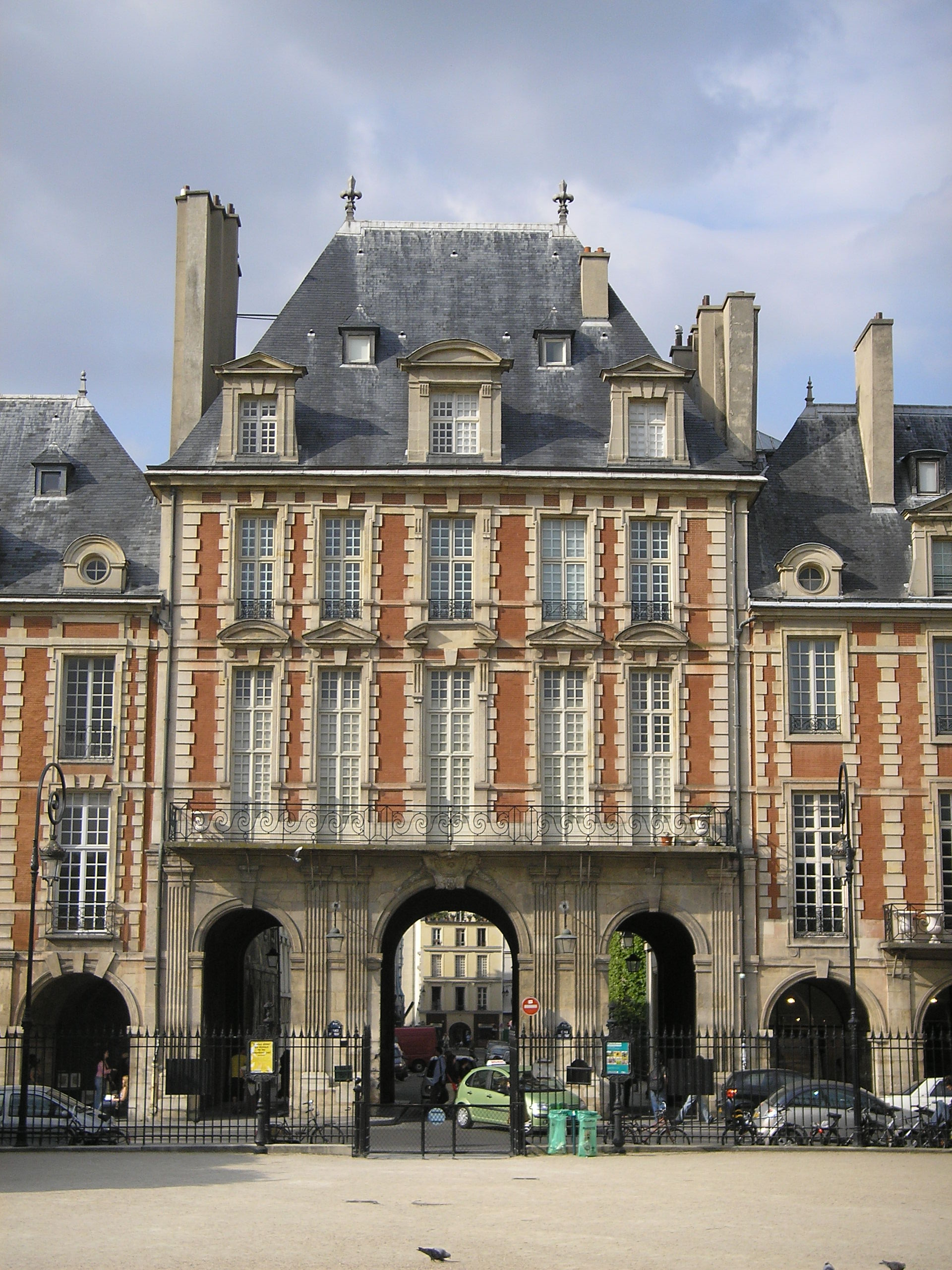
Le pavillon de la reine.

L'ancien hôtel d'Espinoy (et le pavillon de la reine) fait l’objet d’un classement au titre des monuments historiques depuis le 21 décembre 1984. Rémy Duval (1907-1984), photographe et artiste peintre, y vécut.

## Représentations culturelles

### Littérature
Dans Vingt-ans après d'Alexandre Dumas, Athos, Porthos, Aramis et D'Artagnan se donnent rendez-vous place des Vosges (appelée place Royale à l'époque) : 

« Où vous plaît-il que nous causions, messieurs ? dit Athos, qui s’aperçut que plusieurs personnes s’arrêtaient et les regardaient, comme s’il s’agissait d’un de ces fameux duels, encore vivants dans la mémoire des Parisiens, et surtout de ceux qui habitaient la place Royale. »

### Musique
Le clip de la chanson Je saurai être ton amie (1976) de France Gall y est tourné.

### Scénographie
La place est en partie reproduite au Puy du Fou dans Le Grand Carrousel.